# Roye (Somme)
Pour les articles homonymes, voir Roye.
Roye est une commune française, chef lieu de canton et siège de la communauté de communes du Grand Roye, située dans le département de la Somme, en région Hauts-de-France.

## Géographie

### Localisation
Roye est une ville picarde aux confins de l'Amiénois avec le Vermandois et de la région naturelle du Santerre.
À vol d'oiseau, la commune est située à 17 km au nord-est de Montdidier, 20 km au nord-ouest de Noyon, 31 km au nord de Compiègne, 39 km au sud-ouest de Saint-Quentin et à 42 km au sud-est d'Amiens.
Le territoire de la commune est limitrophe de ceux de neuf communes.
Les communes limitrophes sont Gruny, Beuvraignes, Carrépuis, Goyencourt, Laucourt, Roiglise, Saint-Mard, Verpillières et Villers-lès-Roye.

### Géologie et relief
Le sol des plateaux qui environnent la commune au nord et au sud est formé de couches argileuses du limon des plateaux. Au-dessous, le sous-sol est composé de la craie blanche qui affleure sur toutes les pentes des vallées. En surface, la terre végétale très fertile est perméable à l'infiltration des eaux. Les terrains de la vallée de l'Avre sont composés d'alluvions modernes formés de mauvaises tourbes et de dépôts terreux amenés par les eaux des coteaux voisins.
Le plateau est coupé d'est en ouest par la vallée de l'Avre et du nord au sud jusqu'à cette rivière par le ruisseau de Saint-Firmin. Une colline s'incline vers l'Avre au sud et à l'ouest vers le ruisseau de Saint-Firmin. Sur le bord opposé de ces deux cours d'eau, prennent naissance d'autres collines qui dominent la vallée marécageuse.

### Hydrographie

#### Réseau hydrographique
La commune est située dans le bassin Artois-Picardie. Elle est drainée par l'Avre et le ru Saint-Firmin,.
L'Avre, d'une longueur de 66 km, prend sa source dans la commune de Amy, à 81 m d'altitude, et se jette  dans la Somme à Longueau, à 24 m d'altitude, après avoir traversé 31 communes. Ce ruisseau se trouve grossi des eaux descendant des « montagnes de Lagny » et celles provenant de la forêt de la Bouveresse. Cette rivière serpente dans un lit étroit creusé sur la partie déclive des collines. Elle longe les marais de Roiglise et arrive au hameau de Saint-Georges. À la sortie de la ville, l'Avre coule dans un lit de 4 mètres de large et reçoit les eaux du ruisseau de Saint-Firmin. Les caractéristiques hydrologiques de l'Avre sont données par la station hydrologique située sur la commune. Le débit moyen mensuel est de 0,271 m3/s. Le débit moyen journalier maximum est de 2,07 m3/s, atteint lors de la crue du 5 janvier 2003. Le débit instantané maximal est quant à lui de 2,5 m3/s, atteint le 19 juin 2013.

Roye est sur l'Avre au sud du bassin de la Somme.
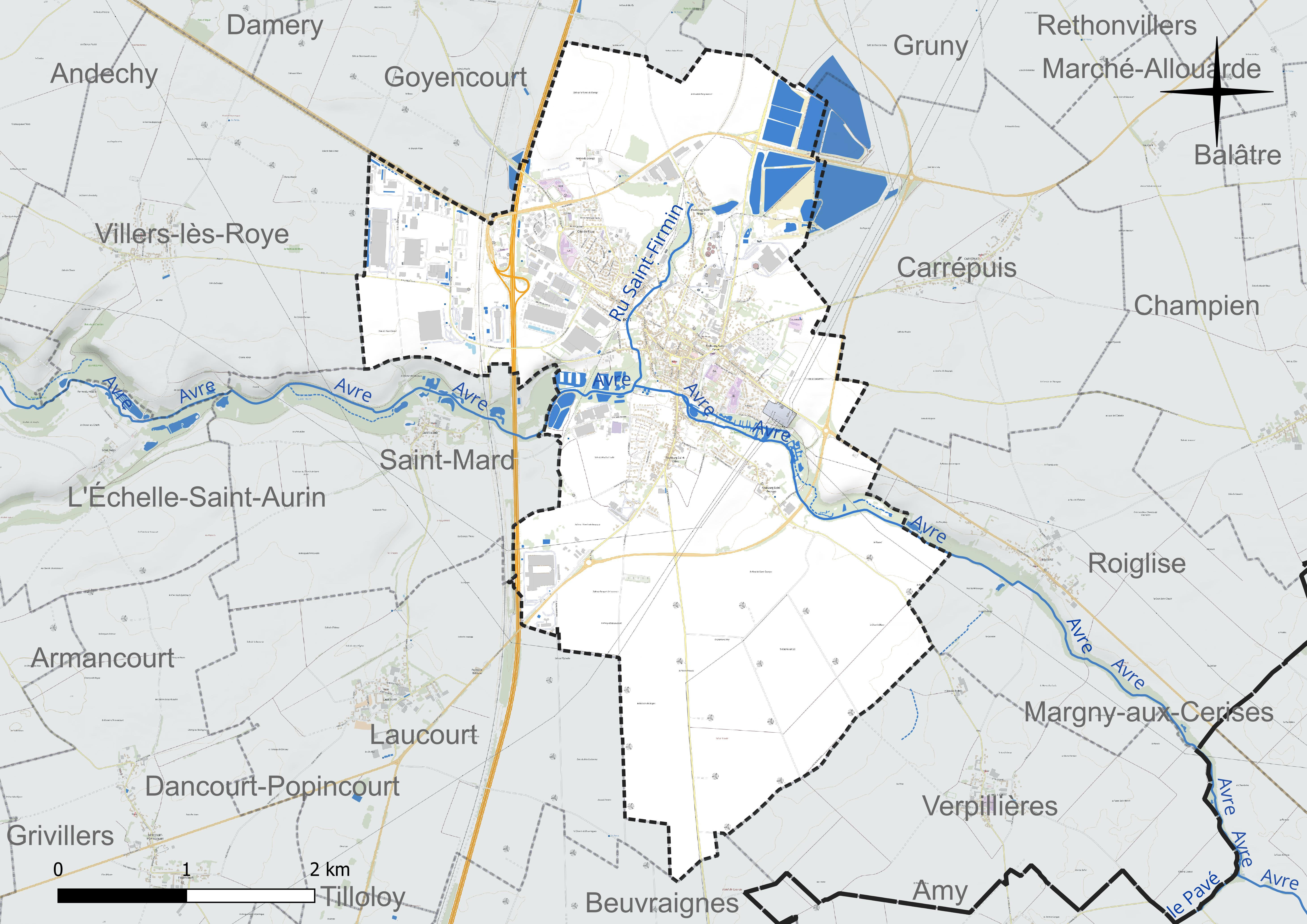
Réseau hydrographique de Roye.

#### Gestion et qualité des eaux
Le territoire communal est couvert par le schéma d'aménagement et de gestion des eaux (SAGE) « Somme aval et Cours d'eau côtiers ». Ce document de planification concerne un territoire de 1 835 km2 de superficie, délimité par le bassin versant de la Somme canalisée. Le périmètre a été arrêté le 29 avril 2010 et le SAGE proprement dit a été approuvé le 6 août 2019. La structure porteuse de l'élaboration et de la mise en œuvre est le syndicat mixte d'aménagement hydraulique du bassin versant de la Somme (AMEVA).
La qualité des cours d'eau peut être consultée sur un site dédié géré par les agences de l'eau et l'Agence française pour la biodiversité.

### Climat
Pour des articles plus généraux, voir Climat des Hauts-de-France et Climat de la Somme.
En 2010, le climat de la commune est de type climat océanique dégradé des plaines du Centre et du Nord, selon une étude du CNRS s'appuyant sur une série de données couvrant la période 1971-2000. En 2020, Météo-France publie une typologie des climats de la France métropolitaine dans laquelle la commune est exposée à un climat océanique et est dans la région climatique Nord-est du bassin Parisien, caractérisée par un ensoleillement médiocre, une pluviométrie moyenne régulièrement répartie au cours de l'année et un hiver froid (3 °C).
Pour la période 1971-2000, la température annuelle moyenne est de 10,5 °C, avec une amplitude thermique annuelle de 14,6 °C. Le cumul annuel moyen de précipitations est de 716 mm, avec 11,3 jours de précipitations en janvier et 8,8 jours en juillet. Pour la période 1991-2020, la température moyenne annuelle observée sur la station météorologique la plus proche, située sur la commune de Rouvroy-en-Santerre à 10 km à vol d'oiseau, est de 10,8 °C et le cumul annuel moyen de précipitations est de 635,8 mm,. Pour l'avenir, les paramètres climatiques de la commune estimés pour 2050 selon différents scénarios d'émission de gaz à effet de serre sont consultables sur un site dédié publié par Météo-France en novembre 2022.

## Urbanisme

### Typologie
Au 1er janvier 2024, Roye est catégorisée petite ville, selon la nouvelle grille communale de densité à sept niveaux définie par l'Insee en 2022.
Elle appartient à l'unité urbaine de Roye, une unité urbaine monocommunale constituant une ville isolée,. Par ailleurs la commune fait partie de l'aire d'attraction de Roye, dont elle est la commune-centre,. Cette aire, qui regroupe 35 communes, est catégorisée dans les aires de moins de 50 000 habitants,.

### Occupation des sols

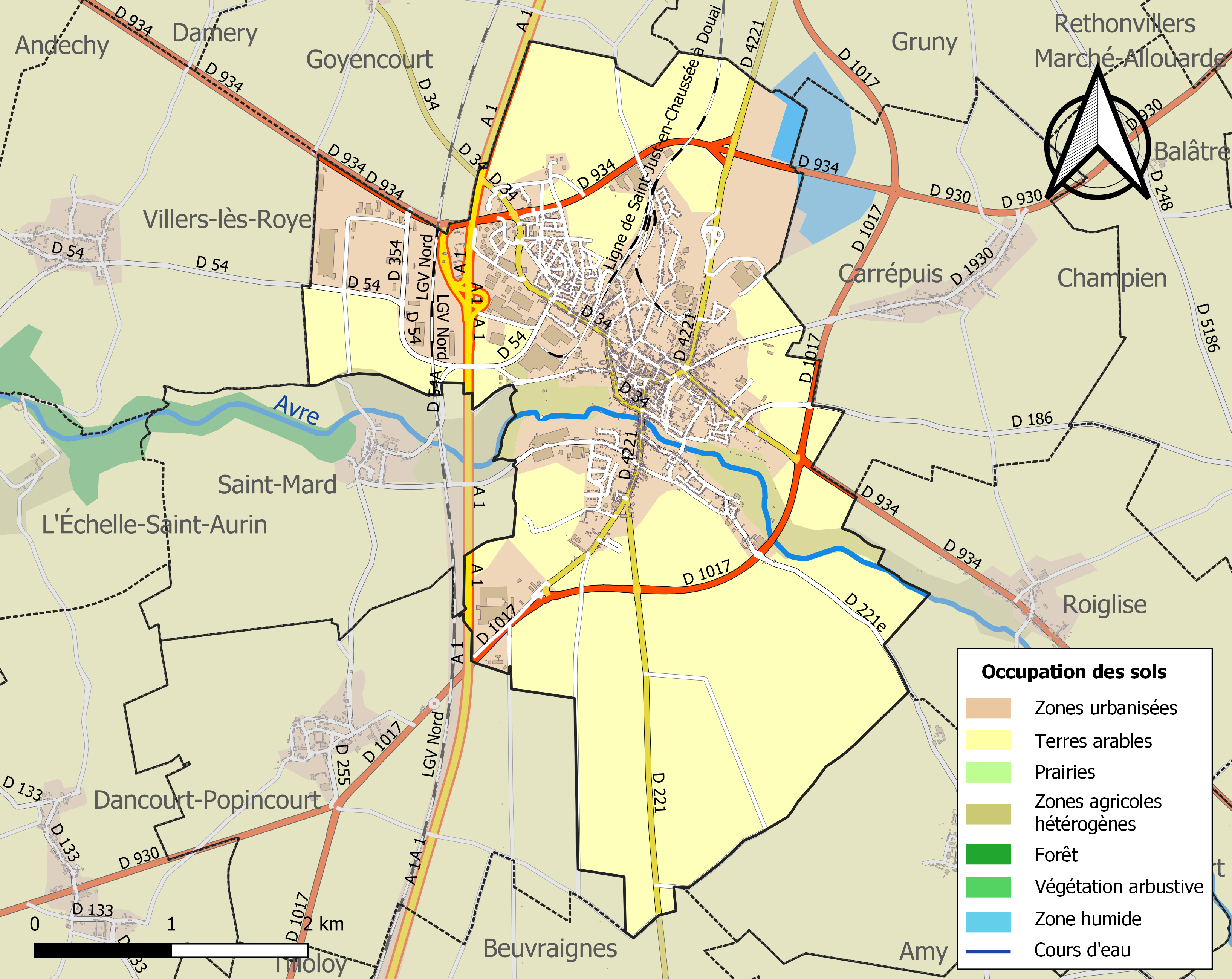
Carte des infrastructures et de l'occupation des sols de la commune en 2018 (CLC).

L'occupation des sols de la commune, telle qu'elle ressort de la base de données européenne d'occupation biophysique des sols Corine Land Cover (CLC), est marquée par l'importance des territoires agricoles (62,4 % en 2018), en diminution par rapport à 1990 (70,8 %). La répartition détaillée en 2018 est la suivante :
terres arables (58,2 %), zones industrielles ou commerciales et réseaux de communication (21,1 %), zones urbanisées (15,9 %), zones agricoles hétérogènes (4,2 %), eaux continentales (0,6 %). L'évolution de l'occupation des sols de la commune et de ses infrastructures peut être observée sur les différentes représentations cartographiques du territoire : la carte de Cassini (XVIIIe siècle), la carte d'état-major (1820-1866) et les cartes ou photos aériennes de l'IGN pour la période actuelle (1950 à aujourd'hui).

### Morphologie urbaine
La ville de Roye est construite en amphithéâtre sur une colline qui descend au sud vers l'Avre. Le faubourg Saint-Gilles a été construit au sud et le faubourg Saint-Médard à l'ouest.

### Habitat et logement
En 2019, le nombre total de logements dans la commune était de 2 982, alors qu'il était de 2 912 en 2014 et de 2 759 en 2009.
Parmi ces logements, 86,1 % étaient des résidences principales, 2,3 % des résidences secondaires et 11,6 % des logements vacants. Ces logements étaient pour 67,7 % d'entre eux des maisons individuelles et pour 31,8 % des appartements.
Le tableau ci-dessous présente la typologie des logements à Roye en 2019 en comparaison avec celle de la Somme et de la France entière. Une caractéristique marquante du parc de logements est ainsi une proportion de résidences secondaires et logements occasionnels (2,3 %) inférieure à celle du département (8,3 %) mais supérieure à celle de la France entière (9,7 %). Concernant le statut d'occupation de ces logements, 42,1 % des habitants de la commune sont propriétaires de leur logement (42,9 % en 2014), contre 60,2 % pour la Somme et 57,5 pour la France entière.
| Typologie                                               | Roye | Somme | France entière |
| ------------------------------------------------------- | ---- | ----- | -------------- |
| Résidences principales (en %)                           | 86,1 | 83,2  | 82,1           |
| Résidences secondaires et logements occasionnels (en %) | 2,3  | 8,3   | 9,7            |
| Logements vacants (en %)                                | 11,6 | 8,5   | 8,2            |

### Voies de communication et transports
Roye est accessible par la sortie no 12 de l'autoroute A1.
La gare de Roye, située sur la ligne de Saint-Just-en-Chaussée à Douai (et sur l'ancienne ligne de Compiègne à Roye-Faubourg-Saint-Gilles), ne supporte plus qu'un traffic fret depuis la fermeture au trafic voyageurs intervenue en 1970.
La commune est desservie, en 2023, par les lignes 655 et 679 du réseau interurbain de l'Oise et par les lignes 740, 744 et 753 du réseau Trans'80.

## Toponymie
La localité a été successivement mentionnée sous les formes suivantes : Rodium sur la table de Peutinger; Rodrina sur le Manuel de géographie de Ptolémée vers 150; Roudium vers 200 (itinerarium de Tongres); Rauga en 933 (Flodoard); Rogia, Regia et Rugia vers 1190 (Vita S. Angilberti. Boll.); Roya en 1103 (Du Cange); Roia en 1143-1214-1218 (Cartulaire d'Ourscamp); Roga en 1149 (Cartulaire de Prémontré); Roye en 1175 (Philippe et Elisabeth de Vermandois); Roie en 1196-1300 (Cartulaire de Noyon); Roae en 1256 (Tabule ceratæ Johannis Sarraceni); Ruya en 1278 (Du Chesne, Histoire des cardinaux); Villa Royensis en 1280 (Cartulaire d'Ourscamp); Roye en Vermandois en 1373 (Ord. du Louvre); Roye en Senterre en 1420 (Monstrelet); Roye-sur-l'Avre (sans date); Raga (dictionnaire de Vosgien) et Avre-Libre en l'an III de la République.
Roye peut représenter la fixation du nom de personne gaulois Roudios (hypothèse défendue par Hermann Gröhler), employé alors absolument.
Les habitants s'appellent les Royens.

## Histoire

### Préhistoire
La présence de l'homme sur le territoire de la commune de Roye est attestée au Néolithique[réf. nécessaire].

### Antiquité

#### Époque gallo-romaine
Il existait un vicus à Rodium à l'intersection de la via Agrippa de l'Océan qui reliait Lugdunum (Lyon) à Gesoriacum (Boulogne-sur-Mer) et de la voie romaine reliant Caesaromagus (Beauvais) à Bagacum Nerviorum (Bavay). Roye dépendait alors de la civitas Viromanduorum, en Gaule belgique, dont la ville principale était Augusta Viromanduorum (Saint-Quentin).
L'archéologie aérienne a permis de révéler la présence de vestiges de deux villas gallo-romaines situées à l'ouest de la ville à proximité de l'autoroute A 1 et de la ligne TGV Paris-Lille. Au lieu-dit le Vieux-Catil, à l'ouest de Roye, subsistaient jusqu'à la Première Guerre mondiale, les vestiges d'un camp romain,.

#### Invasions barbares
En 451, les Huns d'Attila envahirent la Gaule romaine. Selon la tradition, arrivant de Reims, les Huns furent battus au cours d'une bataille entre Corbie et Roye, dans la plaine du Santerre par Mérovée. Cependant, aucune source historique ne mentionne ce fait.
Il est vraisemblable que le vicus de Roiglise ayant été dévasté par les incursions germaniques, le site fut délaissé par les habitants au profit de Roye.

### Moyen Âge

#### Haut Moyen Âge
En 486, Clovis traverse Roye en se dirigeant vers Soissons.
En 891, après avoir pillé Balâtre, les Vikings sèment la terreur dans la région puis arrivant à Roye, incendient la chapelle Saint-Firmin et le faubourg de Thoule puis Roiglise et se dirigent ensuite vers Noyon.

#### Moyen Âge classique
En 1030 une terrible famine décima la population de Roye.
À la suite du traité de Boves signé en juillet 1185, le roi de France Philippe Auguste obtient la possession définitive du comté d'Amiens, ainsi que des places vermandoises de Roye et de Montdidier.
En 1214, le seigneur de Roye et les milices communales royennes s'illustrèrent lors de la bataille de Bouvines, mais y perdirent six chevaliers.
Le roi Philippe le Long épouse Jeanne II de Bourgogne, la fille d'Othon IV de Bourgogne et de la comtesse Mahaut d'Artois. À la mort de Mahaut, la reine Jeanne — par ailleurs rendue célèbre dans l'affaire dite de la tour de Nesle — se rendant en Artois pour prendre possession de son comté, fait étape à Roye, dans une hostellerie fort en renom qui se situait sur la place du Marché. La Reine se fait servir un splendide festin et se mit à boire, peut-être outre mesure, d'une liqueur sucrée faite de vin et d'épices appelée « claré » ou « clairet » que lui versait son « bouteiller » Huppin. Elle passe la nuit à se divertir et le lendemain, 21 janvier 1330, elle meurt soit par l'excès de libation soit par le poison. Si l'on en croit l'auteur de la Chronique de Flandre, il semblerait plutôt que ce fut le poison : « Tantôt que la Reine fut en son lit, il luy prit la maladie de la mort et assez tôt rendit son esprit et coula du venin par la bouche, par les yeux, par le nez et par les oreilles et devint son corps tout taché de blanc et de noir ». Robert d'Artois est alors soupçonné d'en être l'auteur.

#### Organisation ecclésiastique de la ville
Au XIIe et XIIIe siècles, les paroisses de la ville et de ses faubourgs forment un doyenné particulier.
Outre la collégiale de Saint-Florent, la ville est divisée en quatre paroisses : Saint-Pierre dans l'enceinte de la cité, Saint-Georges dans le faubourg Saint-Georges, Saint-Médard de Toulle et Saint-Gilles dans les faubourgs de même nom.
La collégiale est dotée d'un chapitre de chanoines, fondé en 990 par Herbert III comte de Vermandois et sa femme Hermengarde, sous le vocable de Saint-Georges, pour 25 chanoines. La fondation est confirmée en mai 1184 par une bulle du pape Luce III.
 Au XIe siècle, la collégiale adopte le nom de saint Florent, prêtre solitaire en Anjou, lorsque le corps de ce saint y est transféré le 25 mai 1077 par Hugues-le-Grand comte de Vermandois qui l'avait enlevé à l'abbaye Saint-Florent de Saumur au cours d'une expédition militaire.
La ville a compté également à la fin de l'Ancien Régime trois couvents : celui des Cordeliers, fondé au XIIIe siècle par Raoul Poultier, celui des Minimes, fondé en 1633 et celui des Annonciades, fondé en 1493.

#### Bas Moyen Âge, Roye au cœur de la rivalité franco-bourguignonne
Durant la guerre de Cent Ans, en 1369, le commandant anglais Robert Knowles à la tête de 12 000 hommes dévaste la région, prend la ville, la livre aux Flamands qui la réduisent en cendres.
En juin 1373, le duc de Lancastre fils du roi d'Angleterre, ravage la Picardie, investit Roye en juillet et la détruit.
En 1406, le duc de Bourgogne Jean sans Peur, s'empare de la ville et la pille. En 1411, les Armagnacs reprennent la ville qui est ensuite reconquise par les Bourguignons. En 1415 la ville est reprise par Charles de Falvy, seigneur de Nesle pour le compte des Armagnacs. En 1417, les Royens se livrent à Jean sans Peur. En 1419, 500 hommes commandés par Jean Desquesnes dit Carados seigneur de Saresviller près de Montdidier et Charles de Flavy gouverneur de Compiègne prennent la ville au nom du roi de France, mais Jean II de Luxembourg-Ligny en fait le siège pour le compte du duc de Bourgogne. La ville est prise après 6 semaines de siège et la garnison sort avec armes et bagages sous le sauf-conduit de Jean II de Luxembourg-Ligny mais, à quelques lieues de la ville, elle est attaquée et massacrée par une troupe anglaise.
En 1435, le traité d'Arras laisse les « villes de la Somme » — dont Roye — à Philippe le Bon, duc de Bourgogne.
En 1463, Louis XI rachète la ville, faisant ainsi jouer la clause de rachat des « villes de la Somme », figurant dans le traité d'Arras. Le 16 juin 1472, la population de Roye épouvantée par la nouvelle du massacre intervenu à la fin du siège de Nesle, voisine d'une dizaine de kilomètres au nord, se rend sans combattre à Charles le Téméraire, duc de Bourgogne, qui déclare la guerre au roi de France  Louis XI qu'il accuse d'avoir fait assassiner son frère et héritier Charles de France. La ville dispose d'une garnison de 1 400 francs archers et 200 lances de l'arrière-ban commandés par le seigneur de Mouy et Louis de Gomel, seigneur de Balagny-sur-Thérain, gouverneur de Beauvais. La place étant forte et bien munie, ils ont la volonté de se défendre, mais les francs archers effrayés du massacre de Nesle, refusent de combattre et se rendent aux Bourguignons. Les commandants de la ville sont donc contraints de se rendre. Charles le Téméraire leur laisse la vie sauve, ainsi qu'aux soldats, les laissant tous partir avec un bâton à la main vêtus d'un simple pourpoint. Ils se retrouvent quelques jours plus tard lors du  Siège de Beauvais.
En 1473, Louis XI met le siège devant la ville qui se rend le 6 mai. Le roi, irrité de la reddition sans combattre de l'année précédente, fait démanteler le château-fort et incendier la cité.

### Époque moderne, Roye sous la menace espagnole
En 1634, des réfugiés illuministes originaires de Séville tentent de s'établir en France. Deux religieuses rejoignent l'abbaye de Maubuisson au début de 1628, mais leur prosélytisme les désigne à l'attention de la mère supérieure, Angélique Arnauld, qui les fait arrêter. Poursuivant leur route, ces Alumbrados convertissent Pierre Guérin, curé de la paroisse Saint-Georges. Se prétendant directement inspiré par des messages célestes, Guérin fait de nombreux disciples, appelés les Guérinistes. Systématiquement recherchés, ils sont tous exécutés en 1635.
Pendant la Guerre de Trente Ans, en 1636, les Impériaux et les Espagnols commandés par Thomas de Savoie, Jean de Werth et Jean de Nassau s'emparent de la ville, qui est reprise l'année suivante par les troupes françaises.
Le 7 août 1653, la ville est investie de nouveau par les Espagnols conduits par Condé, qui envahissent la Picardie. Jusqu'en 1659, année de la signature du traité des Pyrénées, Roye est très proche de la frontière avec les Pays-Bas espagnols passant par Marché-Allouarde ; elle est donc en première ligne lors des guerres.

### Époque contemporaine

#### Révolution française

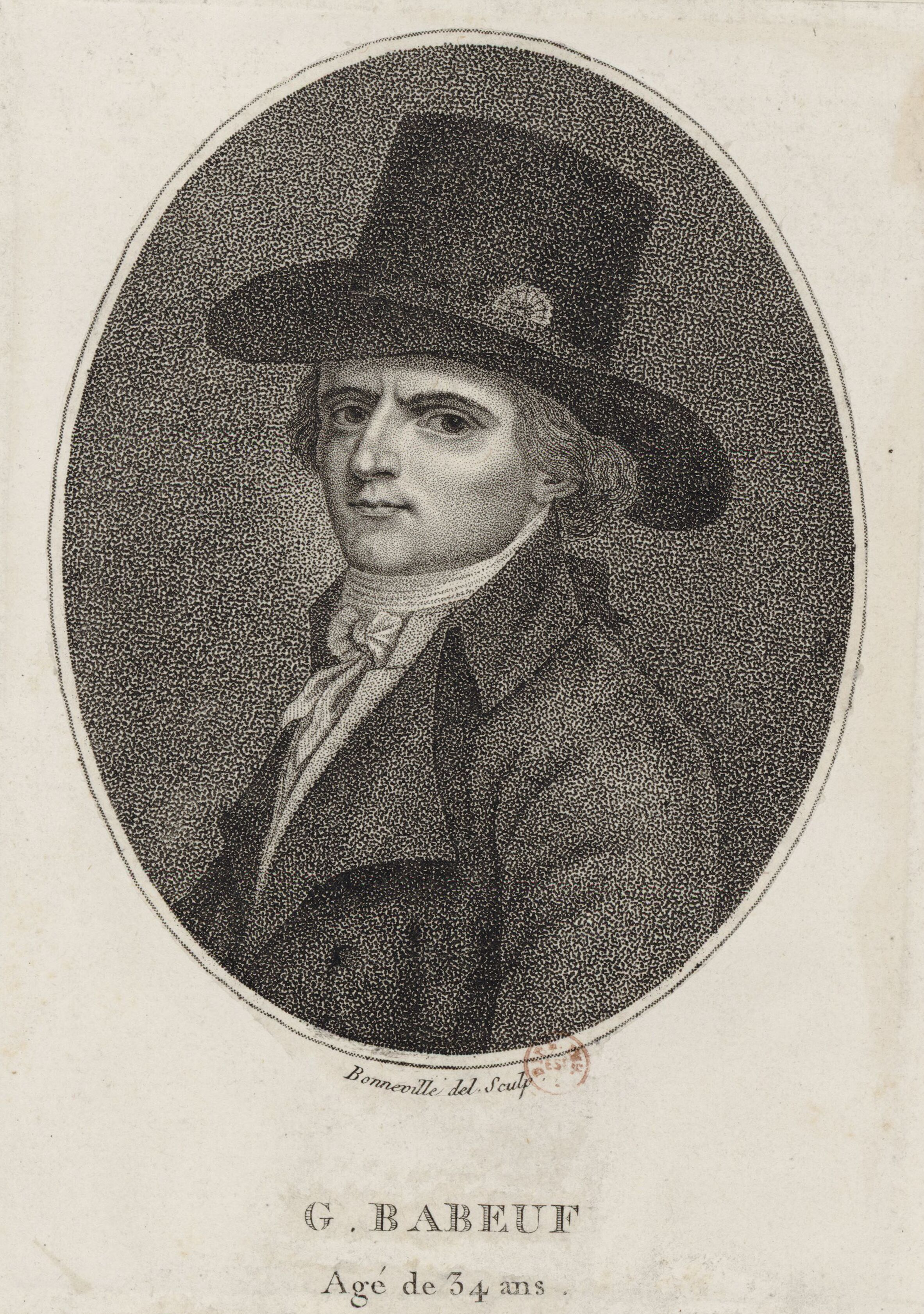
François-Noël Gracchus Babeuf.

Né à Saint-Quentin le 23 novembre 1760, François Noël Babeuf se fait appeler plus tard Gracchus Babeuf en hommage aux Gracques, les deux tribuns de Rome qui avaient proposé une réforme agraire et payé de leur vie cette audace. Après avoir travaillé au creusement du Canal de Saint-Quentin, il devient clerc chez Me Hullin, notaire à Flixecourt, puis « feudiste » chez le seigneur de Damery, une commune voisine de Roye. C'est là qu'il rencontre sa future femme, Marie Anne Victoire Lenglet, au service du châtelain de Damery, qu'il épouse en 1782.
Il s'installe à Roye, d'abord au 80, rue de Paris et, plus tard, au 11, rue Saint-Gilles. Il est alors « feudiste » et « commissaire à terrier » (géomètre). Son rôle, comme « feudiste » est de recenser pour le compte des seigneurs qui l'emploient, les droits et privilèges liés à leur condition seigneuriale et dont certains sont tombés en désuétude.
C'est ce qui l'amène à imaginer un « cadastre perpétuel » sur lequel serait fondé, sans contestation possible la perception des droits. Dans son métier, il acquiert une bonne connaissance des questions foncières et fiscales et de leurs conséquences humaines dans les usages de l'époque.
D'origine modeste, mais autodidacte passionné Babeuf s'intéresse à tout, l'aérostation, la vaccination, le magnétisme, l'électricité… et entretient des relations avec les esprits éclairés de son  époque, avec l'Académie d'Arras à laquelle appartiennent Robespierre et Carnot.
Dès 1785, il préconise l'exploitation des terres en fermes collectives, le travail en commun et la répartition des fruits du travail. Il demande que la dîme soit payée par tous. Il propose de remplacer les gabelles et les aides par un impôt unique proportionnel aux revenus.
Le 17 juillet 1789, peu après la prise de la Bastille, il se trouve à Paris où il cherche à éditer son « cadastre perpétuel ». Les événements révolutionnaires l'enthousiasment mais il déplore, dans une lettre à sa femme, la cruauté exercée par le peuple contre les défenseurs de la Bastille.
En abolissant les privilèges, la Révolution réduit à néant le métier de Babeuf., qui se reconvertit un temps dans le journalisme puis revient à Roye le 18 octobre 1789, où ce jeune homme de 29 ans se heurte à la municipalité modérée de Roye. Les cabaretiers de Roye s'opposent au versement des impôts d'ancien régime. Babeuf, à son retour de Paris, se montre solidaire du combat des cabaretiers, des tanneurs, des tisserands, dénonçant l'injustice des anciens impôts. Il adresse un libelle à la municipalité de Roye puis un message de félicitations à l'Assemblée Nationale qui a supprimé les gabelles, qui est qualifié de « libelle incendiaire » par l'Assemblée nationale. Babeuf est emprisonné une première fois à Paris le 19 mai 1790 et n'est libéré quelques semaines plus tard qu'à la suite d'une campagne de soutien du révolutionnaire Jean-Baptiste Marat. Mais Longuecamp, le maire de Roye, profite de cette condamnation pour faire annuler l'élection de Babeuf au « conseil général » de la commune.
Après un accueil triomphal à Roye, Babeuf récidive. Devant la municipalité de Roye, il défend à nouveau les cabaretiers et l'idée que « tous les impôts doivent être répartis sur chaque citoyen en proportion de ses facultés ».
Lorsqu'en juillet 1791, le maire Longuecamp organise l'élection du juge de paix, il mobilise la garde pour empêcher Babeuf d'accéder à la salle de vote, de peur qu'il ne soit candidat et qu'il ne soit élu.
À partir d'octobre 1790, Babeuf rédige et imprime le Correspondant Picard, dont il fait une tribune politique. Il y réclame le suffrage universel, la suppression du droit de déshériter les enfants, celle du droit de champart permettant aux seigneurs de prélever une partie des récoltes.
Pour l'abolition effective des privilèges, Babeuf se rend, à la tête de quelques patriotes, au château de Champien pour y brûler les papiers de famille. A Roye, il fait dresser un bûcher de tous les actes féodaux de la noblesse locale. Il soutient les habitants de la commune de Davenescourt contre leur châtelaine, la comtesse Philipinne de La Myre.
En février 1791, il se lance dans un nouveau combat tendant à faire reconnaître les marais de Bracquemont qui appartenaient aux Célestins d'Amiens, comme propriété communale. À la tête d'un groupe de citoyens, il occupe la mairie jusqu'à ce que soit signé un écrit déclarant que les marais sont « propriété communale appartenant au peuple » ; Babeuf est à nouveau arrêté, incarcéré à Montdidier le 8 avril, libéré le 13 et accueilli triomphalement à Roye.
Il est élu conseiller général de la Somme en 1792, par un électorat pourtant modéré, mais pour peu de temps, car, devenu administrateur du district de Montdidier, il est poursuivi pour un faux commis dans un acte de procédure. Il s'enfuit à Paris.
Arrêté en 1793, élargi grâce aux Jacobins, il est libre quand tombe Robespierre. Il conspire contre le Directoire avec des hommes comme Jean-Baptiste Drouet — l'homme qui avait reconnu Louis XVI à Varennes — et Philippe Buonarroti. Il est l'animateur de ce qu'on appellera la « Conjuration des Égaux » et meurt guillotiné le 28 mai 1797 à Vendôme.
Cet homme aux idées avancées et généreuses — on parlera de « babouvisme » — le feront désigner comme le premier « communiste ». Il est, à ce titre, connu dans le monde entier.

#### Première Guerre mondiale, Roye totalement ruinée
Roye est durement touchée par les combats de l'été 1914, en 1916 et surtout en 1918, au cours de la Offensive du printemps et de la Troisième bataille de Picardie.
Pendant la bataille de la Somme de 1916 et le repli allemand sur la ligne Hindenburg, selon l'abbé Calippe, alors que la bataille n'a causé que des dégâts réparables, les Allemands organisent la ruine systématique de toutes les industries. Ils pillent tout ce qui peut être envoyé en Allemagne, saccageant les arbres et détériorant tout le matériel.
Le 21 mars 1918, au début de la bataille du Kaiser, l'armée allemande pénètre dans Roye.

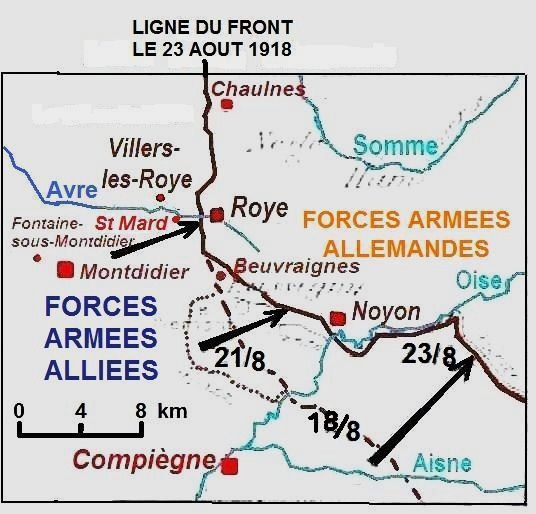
La Troisième bataille de Picardie.

La ville de Roye est libérée de l'occupation allemande par la grande offensive des Alliés dite Troisième bataille de Picardie entre Amiens et Mons qui commence le 8 août 1918.
Dans le secteur de Roye, c'est la 56e division d'infanterie (DI) commandée par le général Demetz qui est chargée de mener l'offensive contre les forces allemandes. Le 16 août, le 65e bataillon de chasseurs à pied (BCP) s'empare de Villers-lès-Roye.
Le 20 août 1918, « la 56e DI ayant reçu l'ordre d'attaquer dans la direction de Roye — d'où on suppose que l'ennemi va se replier — le 65e BCP reçoit la mission de suivre la progression et d'assurer le nettoyage de Roye. L'attaque, déclenchée à 14 heures, échoue […]. La 3e compagnie (Le Couppey) du 65e BCP occupe durant toute la nuit les rives nord de l'Avre en première ligne devant les ponts de Saint-Mard ».
La ville de Roye, durement bombardée, est libérée dans les jours suivants, après de terribles combats.

Roye pendant la Première Guerre mondiale
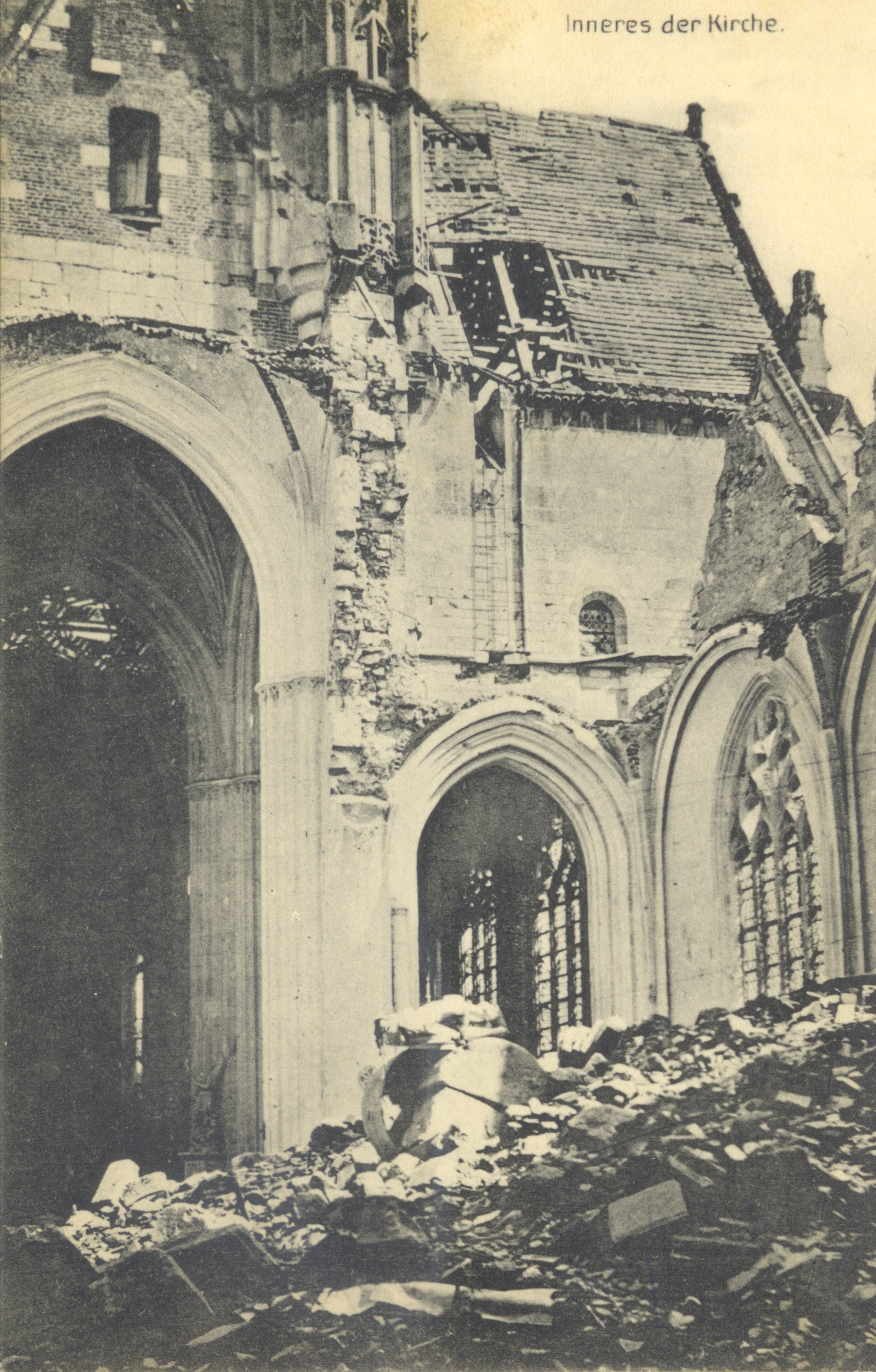
Ruine d'une église.
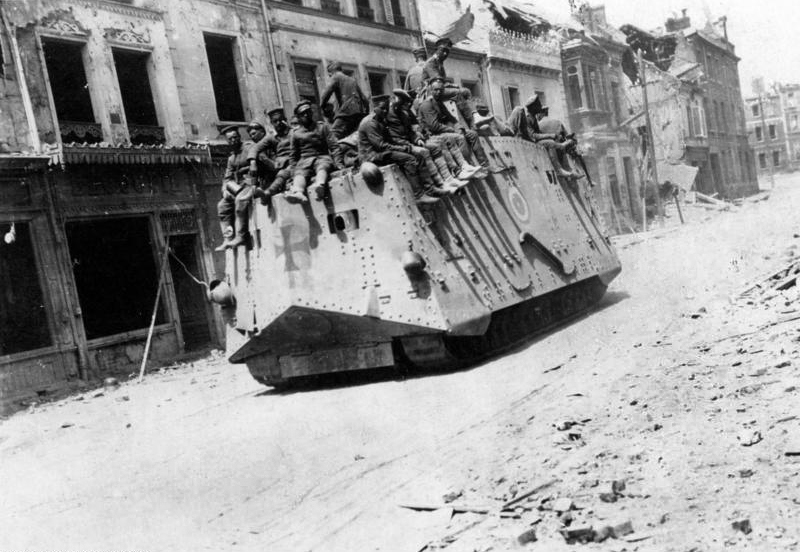
Char allemand à Roye, 21 mars 1918 (photo d'archive allemande).
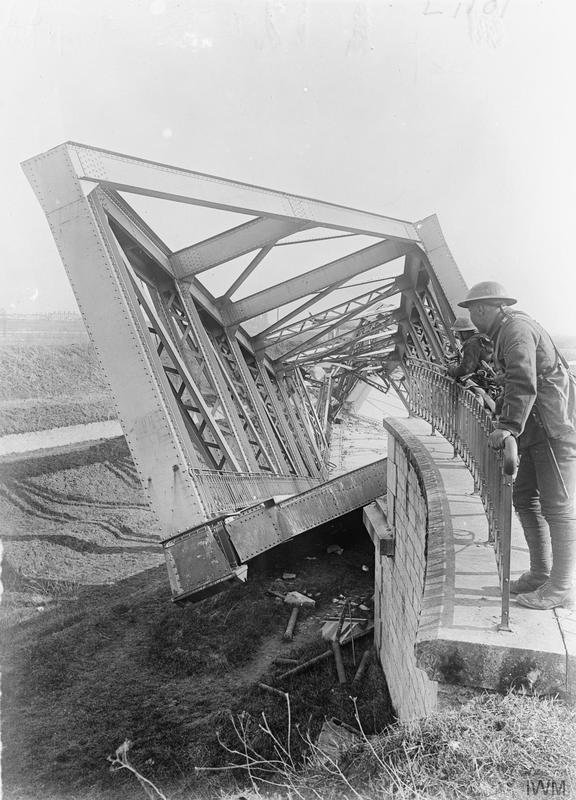
Ruines d'un pont en mars 1918.
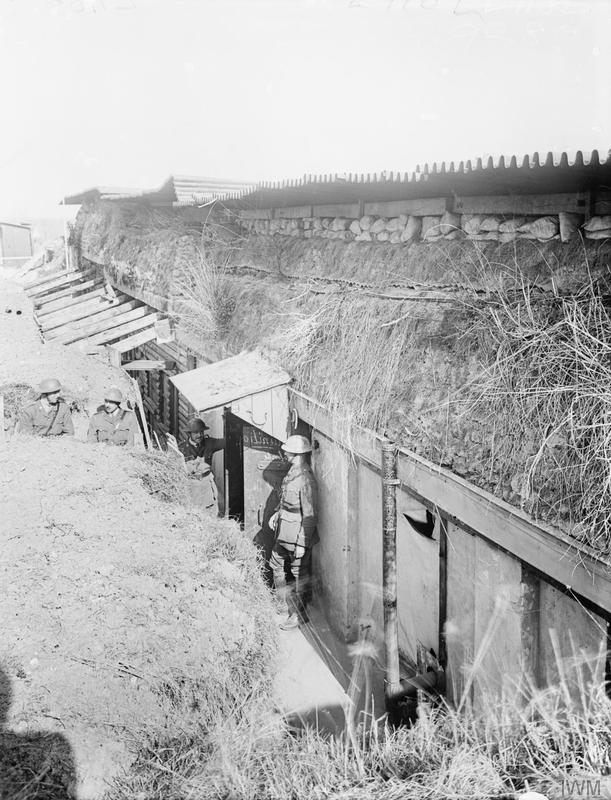
Officiers anglais dans un ancien QG allemand.
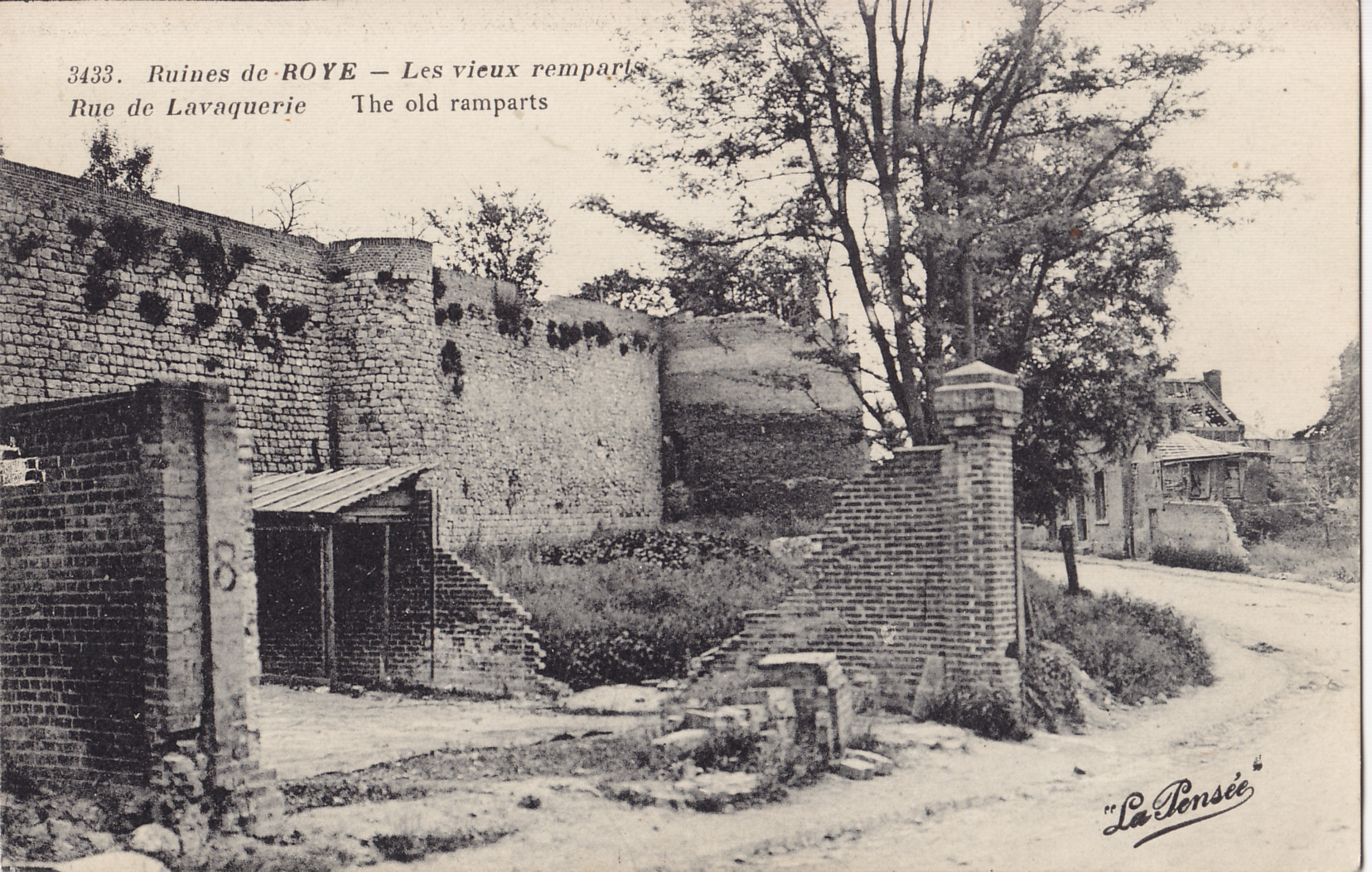
Les remparts vers 1920.

#### Seconde Guerre mondiale, Roye sous le feu de l'ennemi
Au début de la Seconde Guerre mondiale, lors de la Bataille de France, Roye est sévèrement bombardée du 18 mai au 5 juin 1940, étant dans l'axe d'attaque de deux divisions blindées allemandes. On estime que 37 % des immeubles de la ville sont détruits.

## Politique et administration

### Rattachements administratifs et électoraux
La commune se trouve dans l'arrondissement de Montdidier du département de la Somme. Pour l'élection des députés, elle fait partie depuis 2012 de la cinquième circonscription de la Somme.
Elle était depuis 1793 le chef-lieu du canton de Roye. Dans le cadre du redécoupage cantonal de 2014 en France, ce canton, dont la commune est désormais le bureau centralisateur, est modifié et étendu.

### Intercommunalité
La commune était le siège depuis 1972 du syndicat intercommunal à vocation multiple (SIVOM) du canton de Roye, composé de 29 des 33 communes de l'ancien canton de Roye. Ce SIVOM se transforme en communauté de communes en 2012 et prend la dénomination de communauté de communes du Grand Roye.
Dans le cadre des dispositions de la loi portant nouvelle organisation territoriale de la République du 7 août 2015, qui prévoit que les établissements publics de coopération intercommunale (EPCI) à fiscalité propre doivent avoir un minimum de 15 000 habitants, la préfète de la Somme propose en octobre 2015 un projet de nouveau schéma départemental de coopération intercommunale (SDCI) qui prévoit la réduction de 28 à 16 du nombre des intercommunalités à fiscalité propre du département.
Après des hypothèses de regroupement des communautés de communes du Grand Roye (CCGR), du canton de Montdidier (CCCM), du Santerre et d'Avre, Luce et Moreuil, la préfète dévoile en octobre 2015 son projet prévoit la « fusion des communautés de communes du Grand Roye et du canton de Montdidier », le nouvel ensemble de 24 805 habitants regroupant 62 communes,. À la suite de l'avis favorable des intercommunalités concernées et de la commission départementale de coopération intercommunale en janvier 2016, la préfecture a sollicité l'avis formel des conseils municipaux et communautaires concernés en vue de la mise en œuvre de la fusion le 1er janvier 2017.
La nouvelle intercommunalité, qui conserve la dénomination de communauté de communes du Grand Roye, est créée par un arrêté préfectoral du 1er janvier 2017, et la commune en demeure le siège.

### Tendances politiques et résultats
Lors du premier tour des élections municipales de 2014 dans la Somme, la liste DVG menée par le maire sortant obtient la majorité absolue des suffrages exprimés, avec 1 475 voix (60,37 %, 24 conseillers municipaux élus dont 19 communautaires), devançant très largement celle DVD menée par Jean-Marc Morand (968 voix, 39,62 %, 5 conseillers municipaux élus dont 4 communautaires).
Lors de ce scrutin, 40,32 % des électeurs se sont abstenus.
Lors du premier tour des élections municipales de 2020 dans la Somme, la liste PS menée par le maire sortant Pascal Delnef — qui avait succédé à Jacques Fleury en 2017 après sa démission — obtient la majorité absolue des suffrages exprimés, avec 1 265 voix (74,41 %, 26 conseillers municipaux élus dont 12 communautaires), devançant très largement la liste NGeS  menée par Olivier Spinelli, qui a recueilli 435 voix (25,58 %, 3 conseillers municipaux élus dont 2 communautaires).
 Lors de ce scrutin marqué par la Pandémie de Covid-19 en France, 52,21 % des électeurs se sont abstenus.
À la suite de mésententes au sein de la majorité du conseil municipal, 18 de ses membres dont 6 maires-adjoints démissionnent en juin 2022, ce qui implique l'organisation de nouvelles élections municipales en octobre 2022,,. Lors du premier tour de ces élections, la liste SE menée par la maire-adjointe démissionnaire Delphine Delannoy obtient la majorité absolue des suffrages exprimés, avec 1 021 voix (53,6 %, 23 sièges), devançant largement les listes menées respectivement par : 
- le maire sortant Pascal Delnef (578 voix, 30,3 %, 4 sièges) ;
- Jean-Luc Villet[58] (DVG, 307 voix, 16,1 %, 2 sièges) ;

Lors de ce scrutin, 51,5 % des électeurs se sont abstenus.

### Jumelages
Les premiers contacts entre la ville de Roye et la ville allemande de Wedemark ont lieu en 1978, le jumelage est officialisé en 1984
- Wedemark (Allemagne) depuis 1984.

## Population et société

### Démographie

#### Évolution démographique
L'évolution du nombre d'habitants est connue à travers les recensements de la population effectués dans la commune depuis 1793. Pour les communes de moins de 10 000 habitants, une enquête de recensement portant sur toute la population est réalisée tous les cinq ans, les populations de référence des années intermédiaires étant quant à elles estimées par interpolation ou extrapolation. Pour la commune, le premier recensement exhaustif entrant dans le cadre du nouveau dispositif a été réalisé en 2008.

En 2022, la commune comptait 5 748 habitants, en évolution de −1,98 % par rapport à 2016 (Somme : −1,26 %, France hors Mayotte : +2,11 %).
| 1793  | 1800  | 1806  | 1821  | 1831  | 1836  | 1841  | 1846  | 1851  |
| ----- | ----- | ----- | ----- | ----- | ----- | ----- | ----- | ----- |
| 3 112 | 3 176 | 3 273 | 3 300 | 3 636 | 3 670 | 3 727 | 3 944 | 3 775 |

| 1856  | 1861  | 1866  | 1872  | 1876  | 1881  | 1886  | 1891  | 1896  |
| ----- | ----- | ----- | ----- | ----- | ----- | ----- | ----- | ----- |
| 3 736 | 3 797 | 3 993 | 3 915 | 3 973 | 4 028 | 3 888 | 3 931 | 4 304 |

| 1901  | 1906  | 1911  | 1921  | 1926  | 1931  | 1936  | 1946  | 1954  |
| ----- | ----- | ----- | ----- | ----- | ----- | ----- | ----- | ----- |
| 4 349 | 4 381 | 4 515 | 4 372 | 5 309 | 5 352 | 4 956 | 4 390 | 4 635 |

| 1962  | 1968  | 1975  | 1982  | 1990  | 1999  | 2006  | 2008  | 2013  |
| ----- | ----- | ----- | ----- | ----- | ----- | ----- | ----- | ----- |
| 4 912 | 5 211 | 6 265 | 6 650 | 6 333 | 6 529 | 6 268 | 6 199 | 6 061 |

| 2018  | 2022  | - | - | - | - | - | - | - |
| ----- | ----- | - | - | - | - | - | - | - |
| 5 709 | 5 748 | - | - | - | - | - | - | - |

#### Pyramide des âges
En 2018, le taux de personnes d'un âge inférieur à 30 ans s'élève à 35,1 %, soit en dessous de la moyenne départementale (36,4 %). À l'inverse, le taux de personnes d'âge supérieur à 60 ans est de 28,6 % la même année, alors qu'il est de 26,0 % au niveau départemental.
En 2018, la commune comptait 2 688 hommes pour 3 021 femmes, soit un taux de 52,92 % de femmes, légèrement supérieur au taux départemental (51,49 %).
Les pyramides des âges de la commune et du département s'établissent comme suit.
| Hommes | Classe d’âge | Femmes |
| ------ | ------------ | ------ |
| 0,8    | 90 ou +      | 2,6    |
| 7,3    | 75-89 ans    | 11,6   |
| 16,8   | 60-74 ans    | 17,6   |
| 20,6   | 45-59 ans    | 19,4   |
| 16,7   | 30-44 ans    | 15,9   |
| 18,8   | 15-29 ans    | 16,1   |
| 19,0   | 0-14 ans     | 16,8   |

| Hommes | Classe d’âge | Femmes |
| ------ | ------------ | ------ |
| 0,6    | 90 ou +      | 1,8    |
| 6,7    | 75-89 ans    | 9,4    |
| 17,2   | 60-74 ans    | 18,1   |
| 19,8   | 45-59 ans    | 19,1   |
| 18,2   | 30-44 ans    | 17,5   |
| 19,4   | 15-29 ans    | 18     |
| 18,2   | 0-14 ans     | 16,2   |

### Enseignement
L'école primaire Yvette-et-André-Fontaine voit une de ses élèves remporter le titre de championne départementale de lecture en 2024.

### Sports
- Football : l'US Roye-Noyon évolue en Régional 1 (D6), lors de la saison 2020-2021. L'ancien club de foot de la ville, l'Union sportive royenne, a évolué en National (D3) pendant la saison 2004-2005.
- Tennis : le Roye Tennis Club évolue[Quand ?] en Championnat de France Nationale 2.

## Économie
L'économie de la ville de Roye est surtout liée à l'agro-industrie et aux services.
- L'industrie-agro-alimentaire est représentée par la sucrerie du Groupe Saint-Louis et la conserverie Bonduelle. (L'industrie Bonduelle n'est plus en activité).
- La position de Carrefour de Roye et la sortie de l'autoroute du Nord ont développé les services automobiles.
- Le tissu commercial, artisanal et bancaire de Roye est assez étoffé en centre-ville, les moyennes surfaces se situant à la périphérie.
- Les services éducatifs sont représentés par les écoles maternelles, collèges et lycée professionnel publics et privés.
- Les services de santé par les cabinets médicaux et paramédicaux, le centre hospitalier et la maison de retraite.

## Culture et patrimoine

### Lieux et monuments
- Église Saint-Pierre : 
Elle est reconstruite partiellement en béton en 1930, après les destructions de la Première Guerre mondiale, mais elle a conservé son chœur du XVIe siècle[72],[73].  Classé MH (1908, 1924, 1997)

- Église Saint-Gilles : 
Édifice en brique du XVe siècle qui succéde à une première église de la fin du XIIIe siècle incendiée en 1475. Elle subit de graves dommages pendant la Grande Guerre mais est restaurée en 1926.

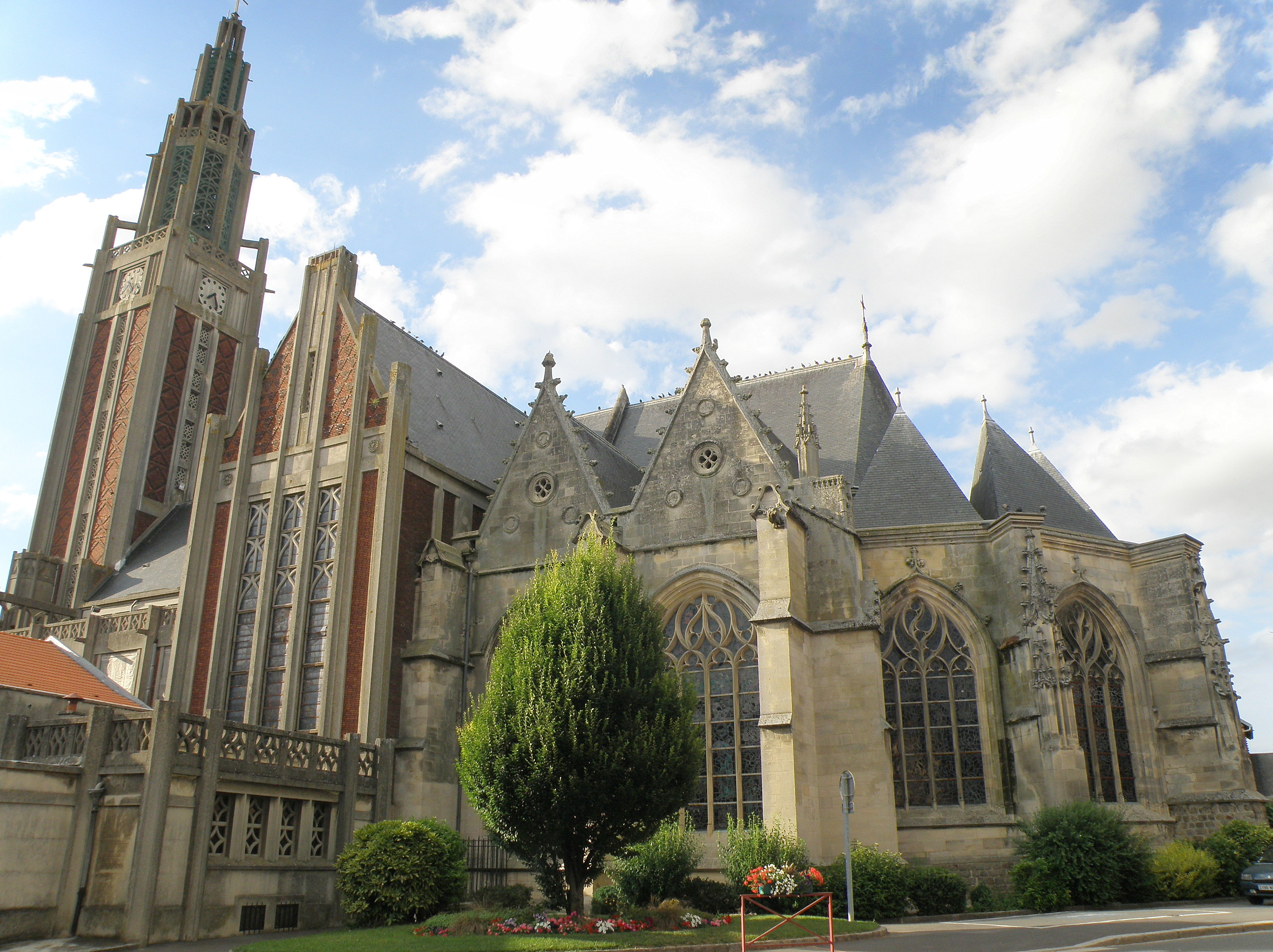
L'église Saint-Pierre.
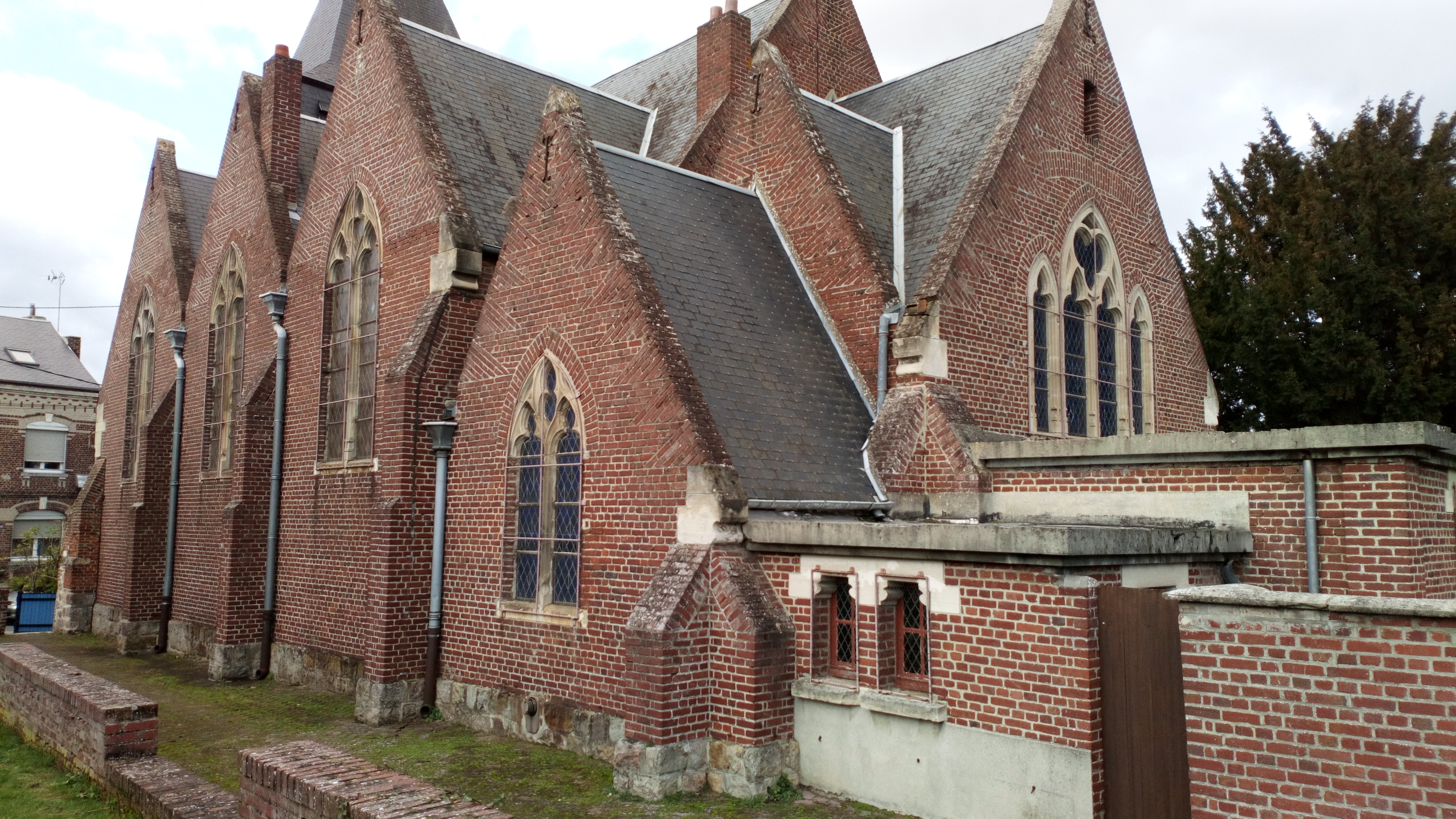
L'église Saint-Gilles.

- Remparts et tour Saint-Laurent : 
Leur construction remonte au XIe siècle, et ils sont remaniés au XVe siècle. Les vestiges sont encore imposants. Sept tours et trois portes fortifiées donnant accès à la ville complètent le dispositif. La tour Saint-Laurent porte encore les traces des boulets lancés par l'artillerie du Grand Condé lors du siège de Roye de 1653.
Cette tour ainsi que les vestiges de l'enceinte ont été  Inscrit MH (1992)[74].

- Chapelle Notre-Dame-de-la-Paix : 
La chapelle actuelle en brique et pierre dont la construction serait antérieure à 1600 était située dans un cimetière qui a été déplacé. Vers le milieu du XIXe siècle, la chapelle reçoit un pavage en marbre.
En 1994, le clocheton et sa croix de fer sont refaits de même que la plaque en marbre sur laquelle a été gravé : « Passants qui passez, priez pour les trespassez ». La Vierge en mosaïque de l'oculus du fronton a été rénovée de même que les deux vantaux de la porte d'entrée ornés d'ancres marines[75].

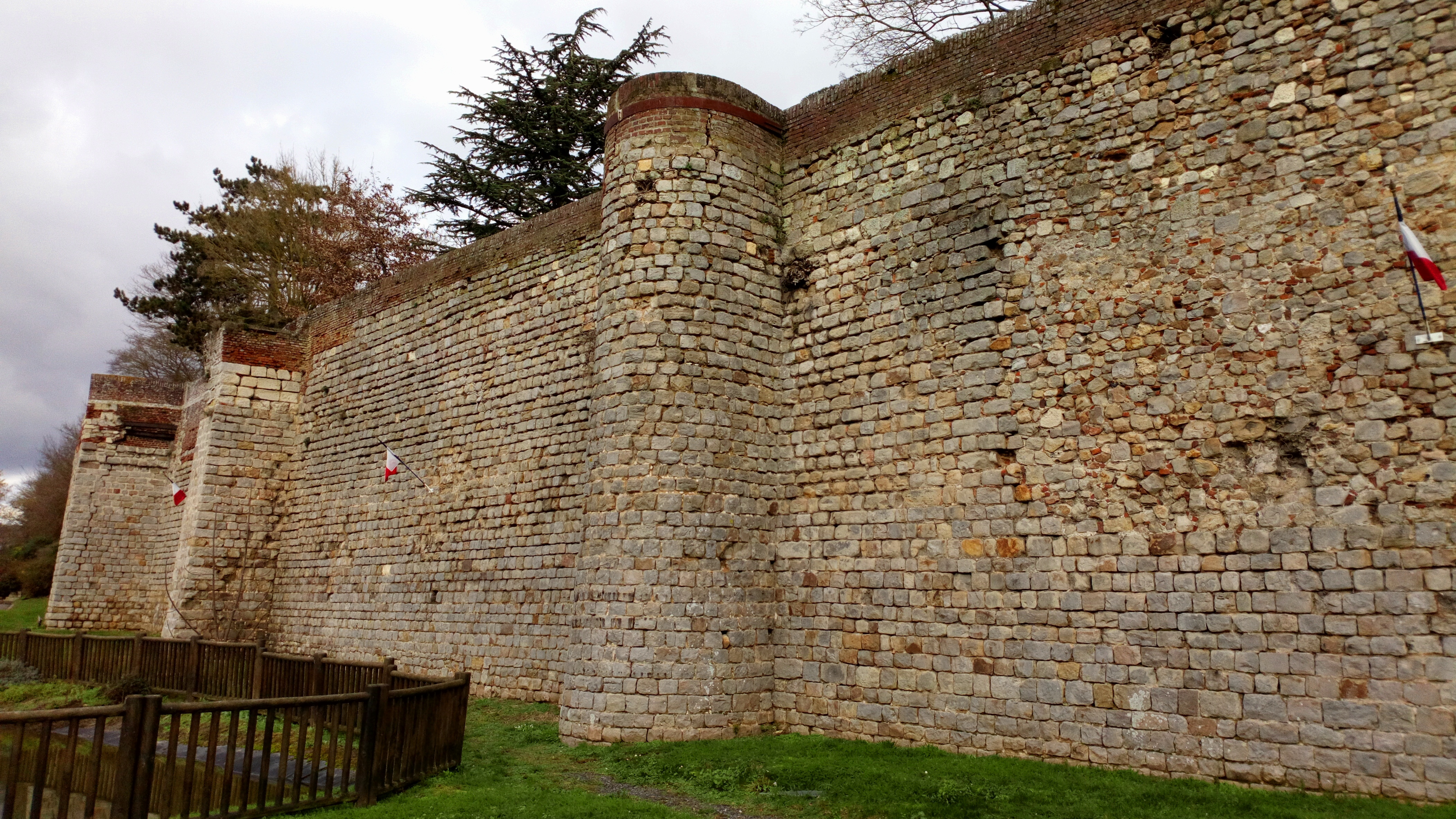
Les remparts.
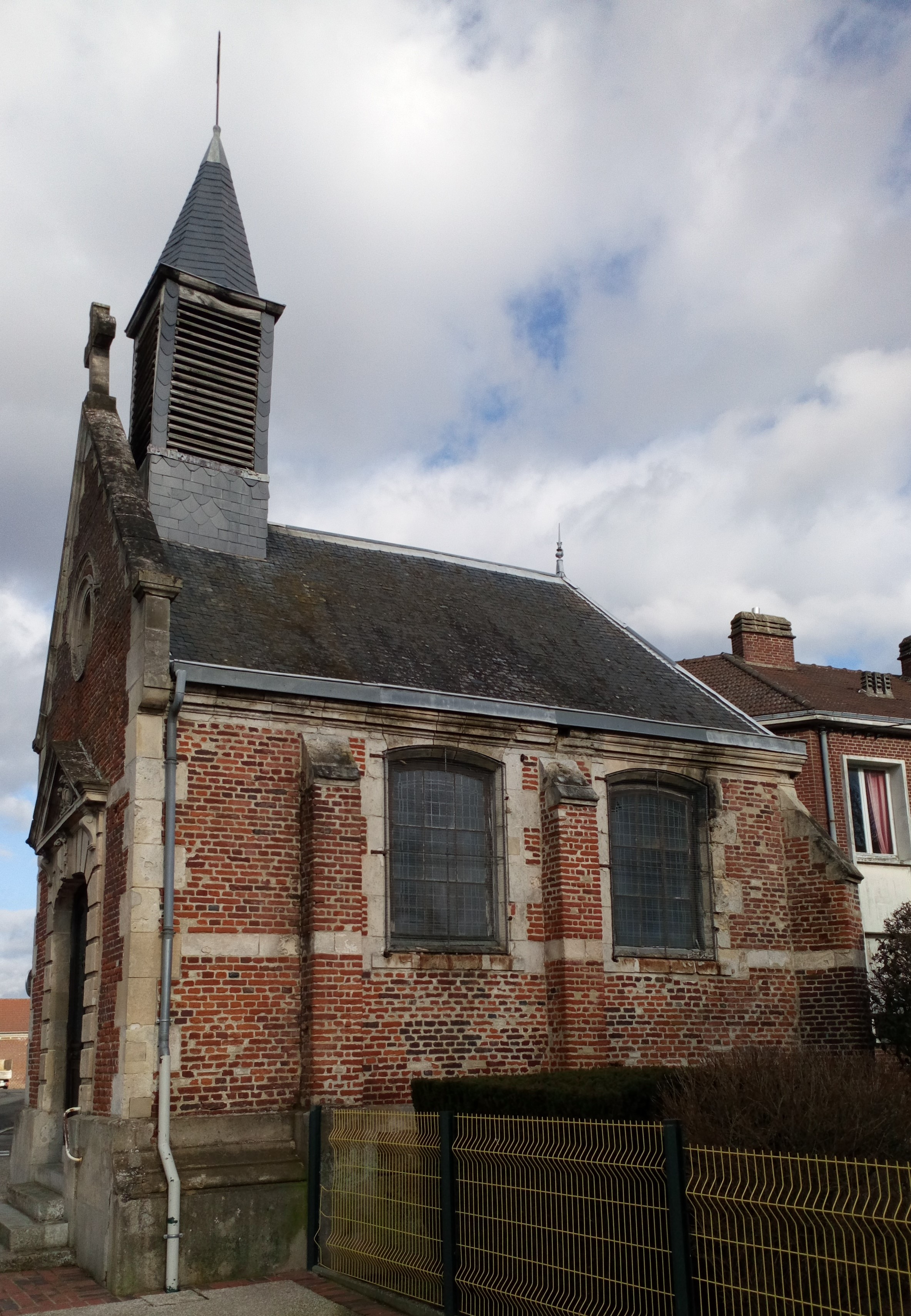
La chapelle Notre-Dame de la Paix.
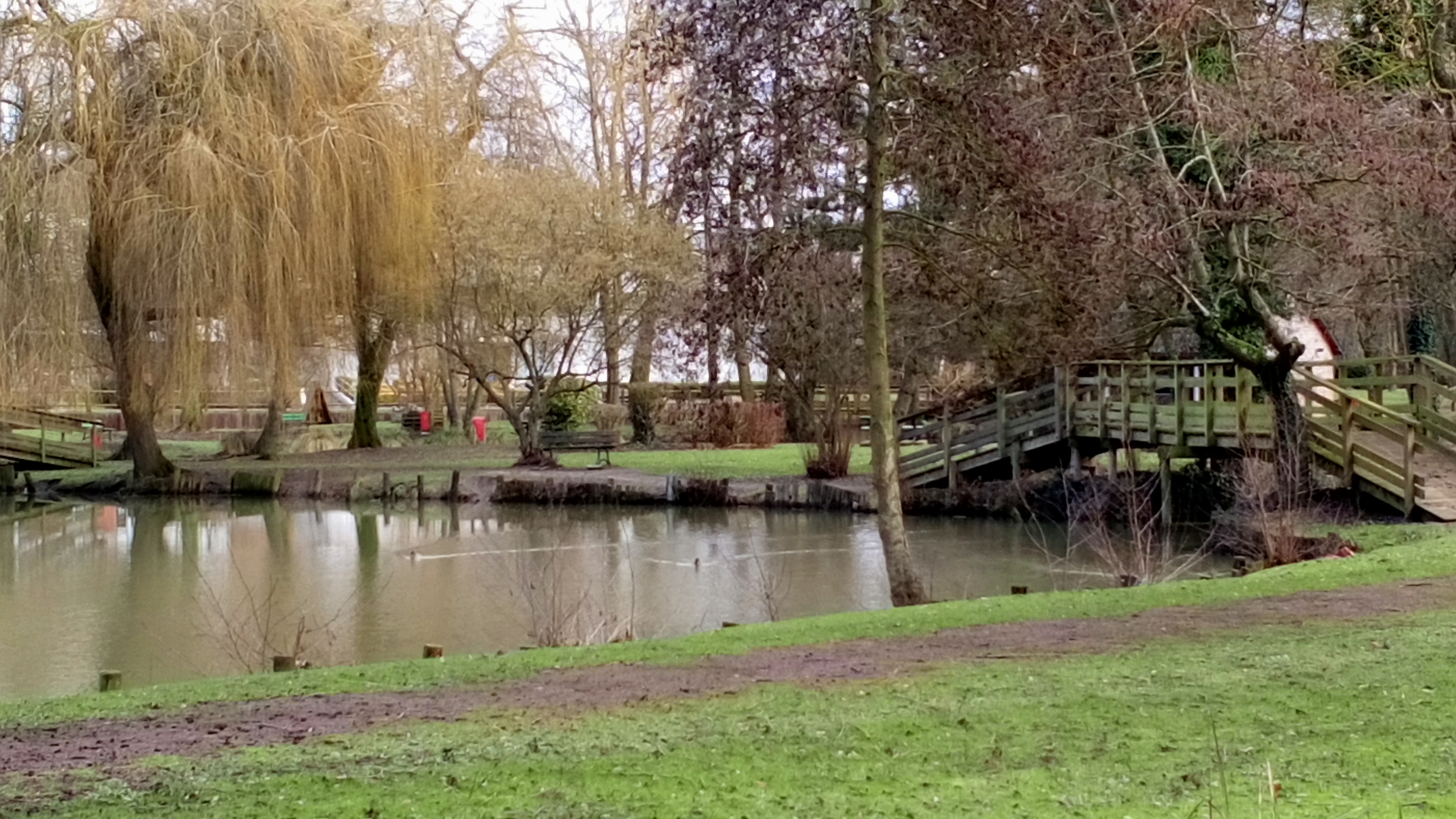
Parc Demouy.

- Hôtel de ville : 
L'hôtel de ville reconstruit après la Grande Guerre, n'est plus situé au bord de la rue de Paris mais à l'intérieur de la place d'Armes, qui deviendra plus tard la place de l'Hôtel-de-Ville, et si de par sa silhouette il rappelle la maison commune de Pierre Dercheu (le beffroi est placé au même endroit), son traitement et son aspect extérieur sont typiques de l'architecture de l'entre-deux-guerres et du style régionaliste issu de la Renaissance nordique.

- Parc André Coël : 
Espace de détente et de promenade d'environ un hectare, ouvert au public grâce à l'achat par la ville de Roye de la propriété de monsieur Demouy[76]. Traversé par divers bras de l'Avre, le parc est composé de plusieurs îlots sur lesquels on pénètre par des ponts de bois. On peut y observer diverses essences d'arbres feuillus et résineux, des oiseaux palmipèdes, canards, oies, etc.

- Monument aux morts : 
Situé place des Combattants, le monument aux morts est réalisé en pierre de Romanèche par Jules Déchin et l'architecte Rubin. La composition, sur deux côtés opposés, représente deux allégories de la guerre (la veuve et l'orphelin) et de la paix (la ville de Roye reconstruite). Le monument est inauguré en 1927 par Édouard Herriot.

Le monument aux morts de Roye
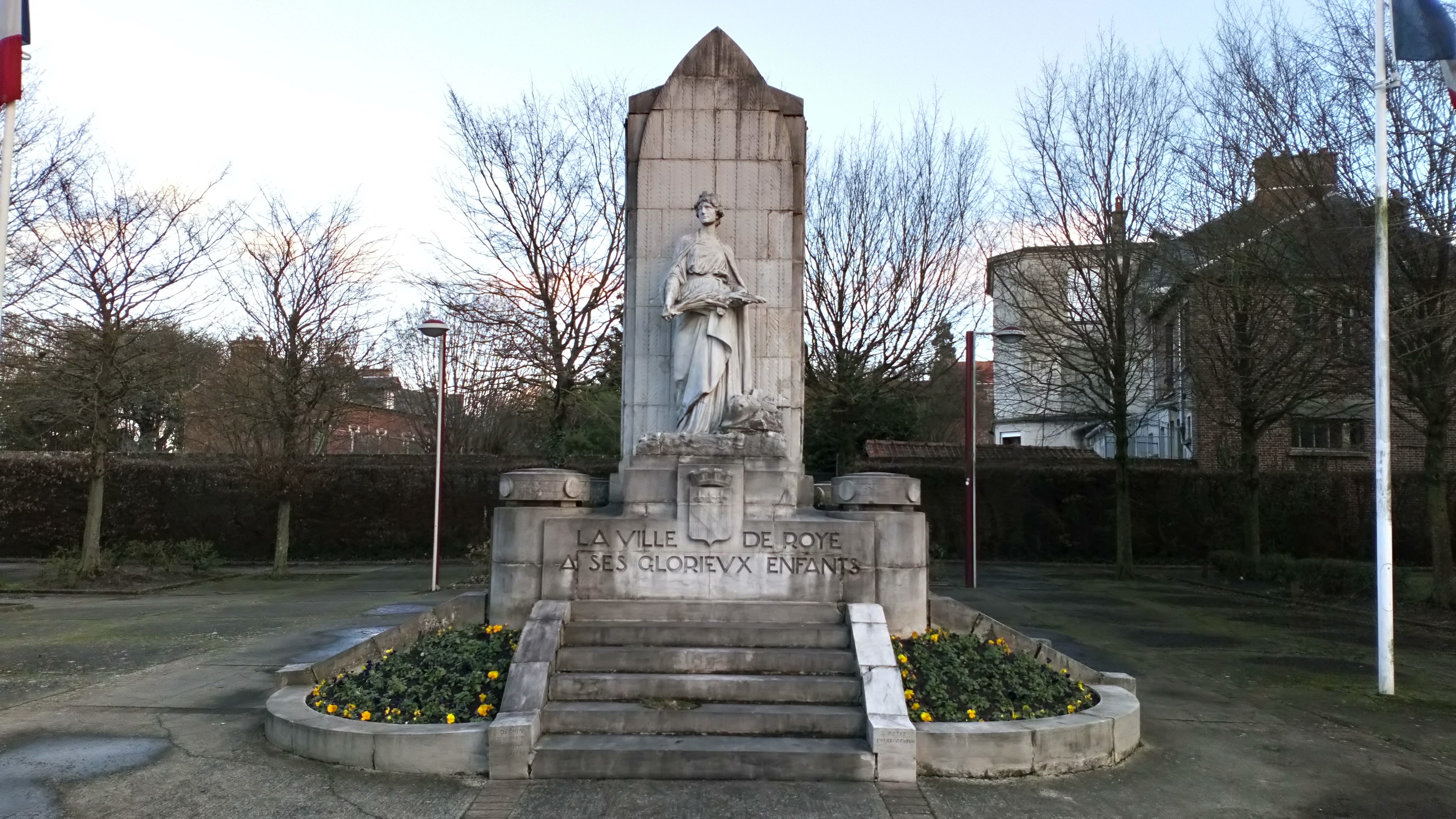
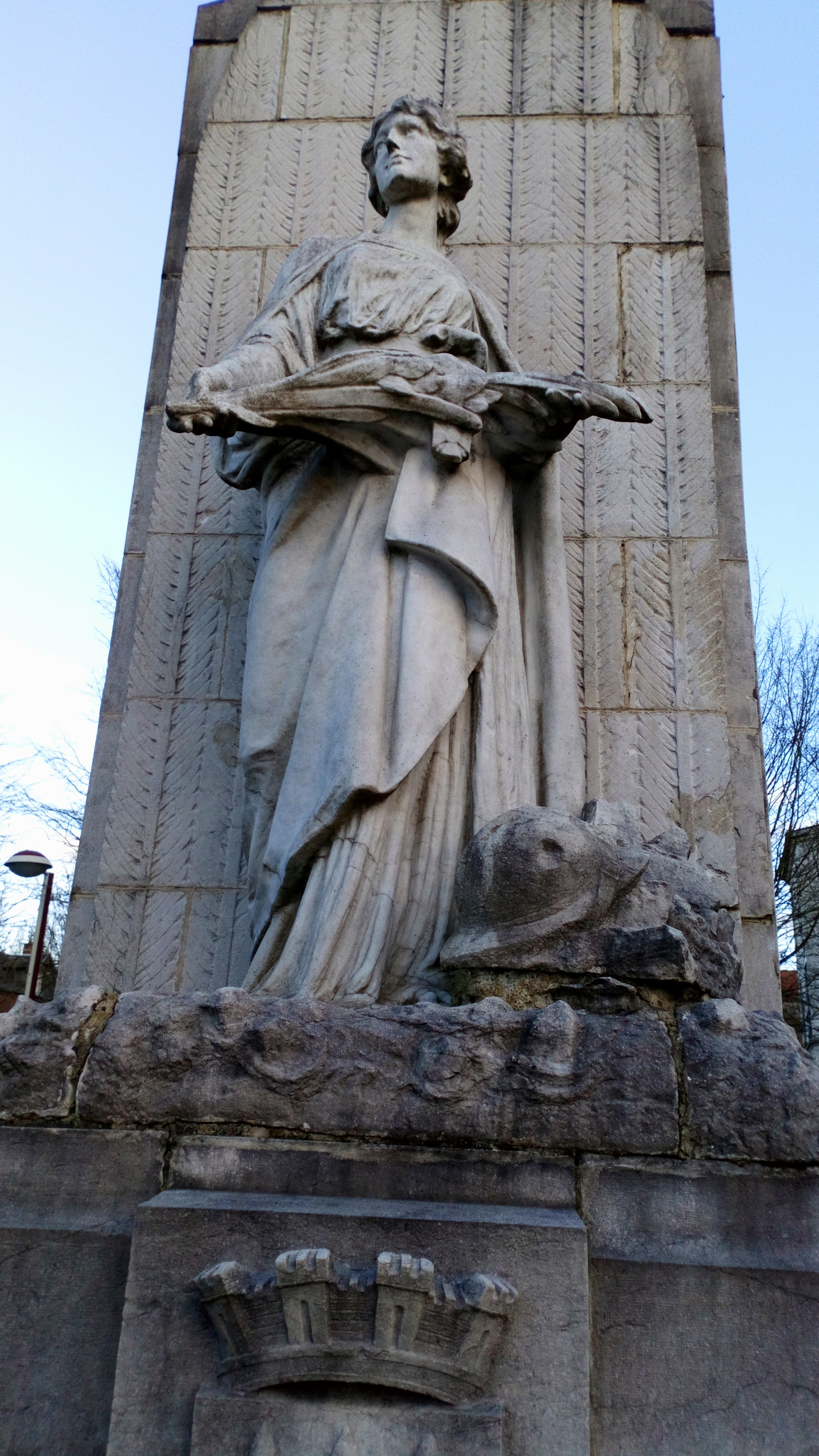
La Paix.
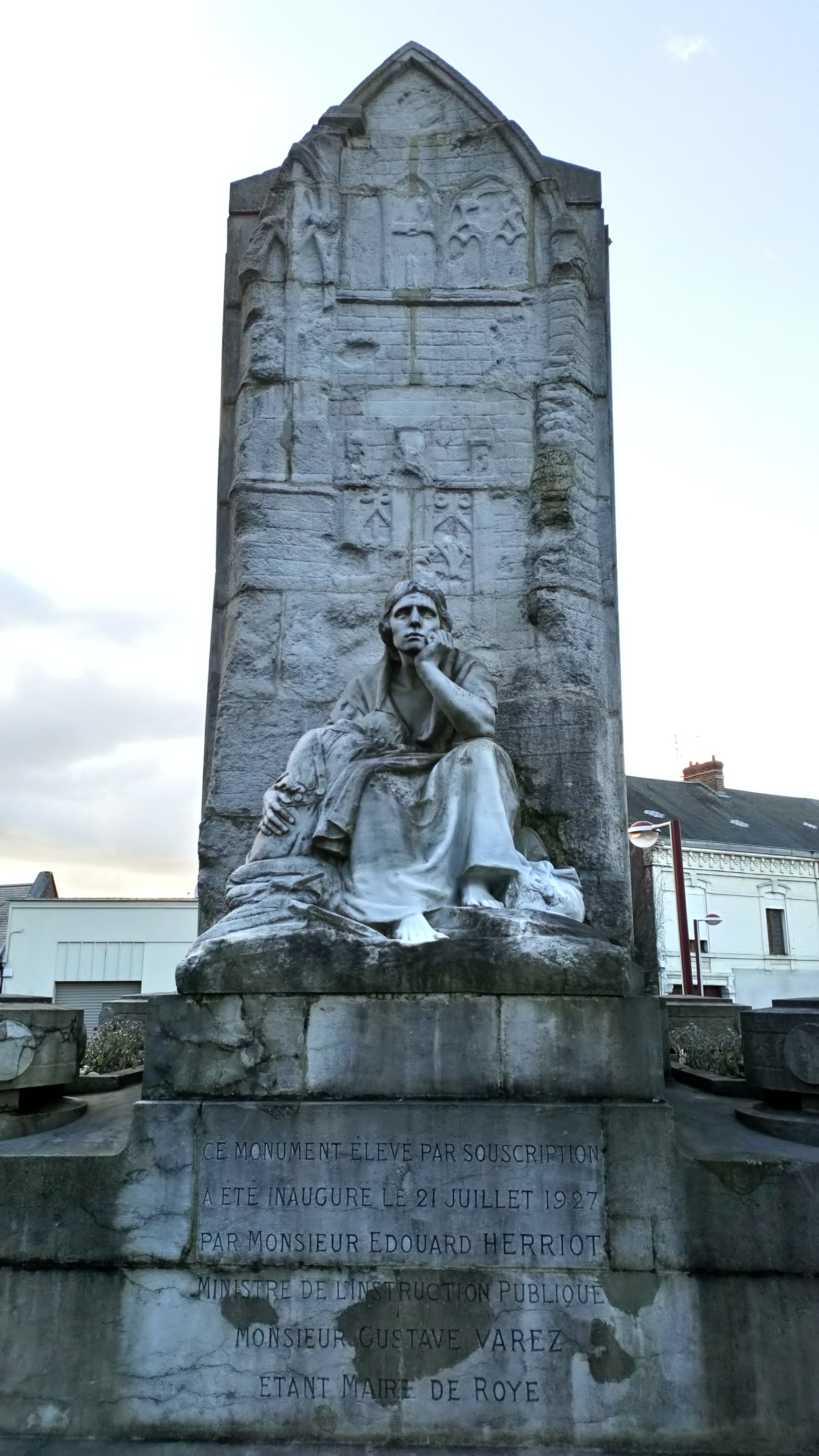
La Veuve.
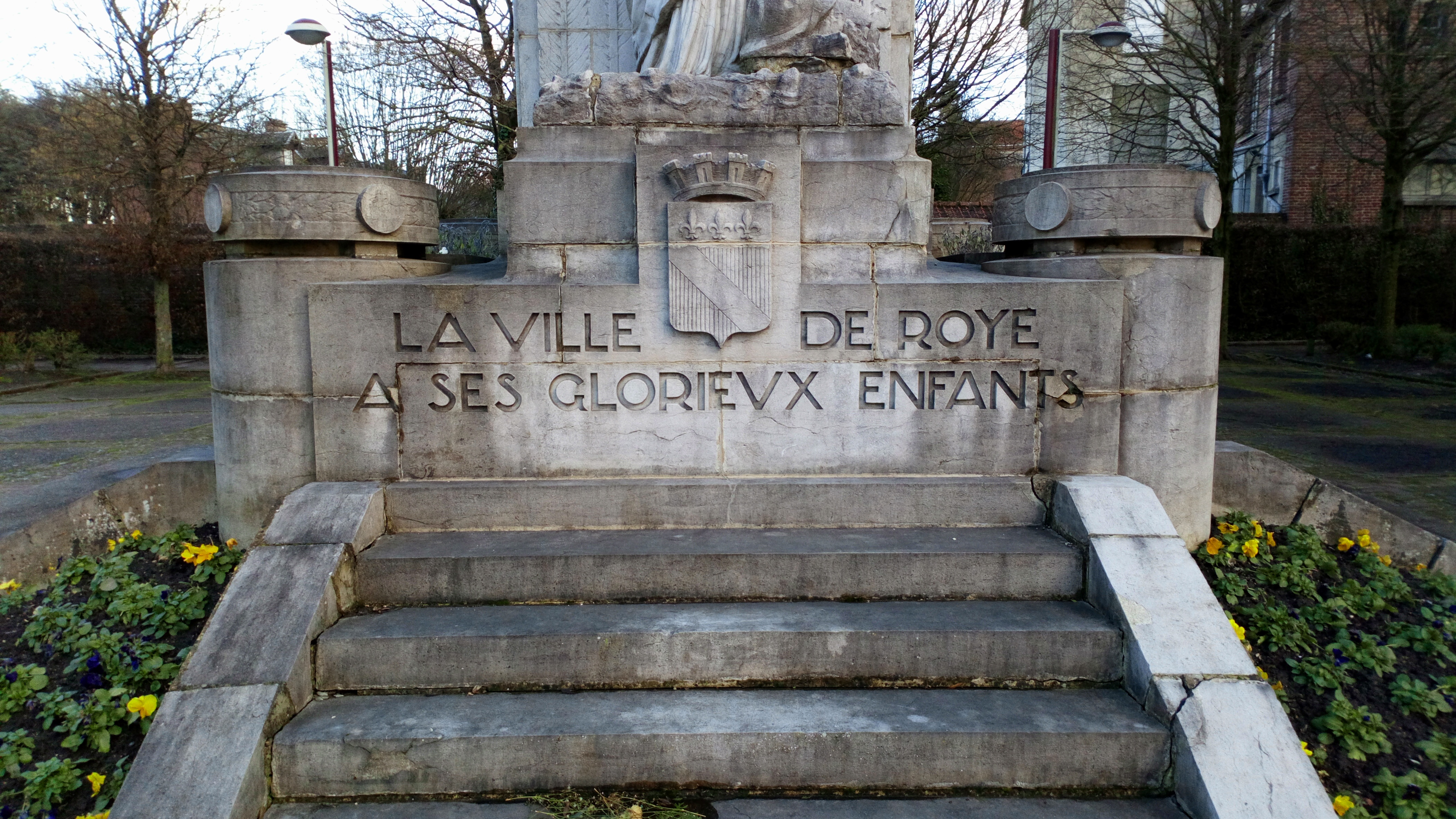

- Cimetière militaire allemand

Le cimetière militaire allemand
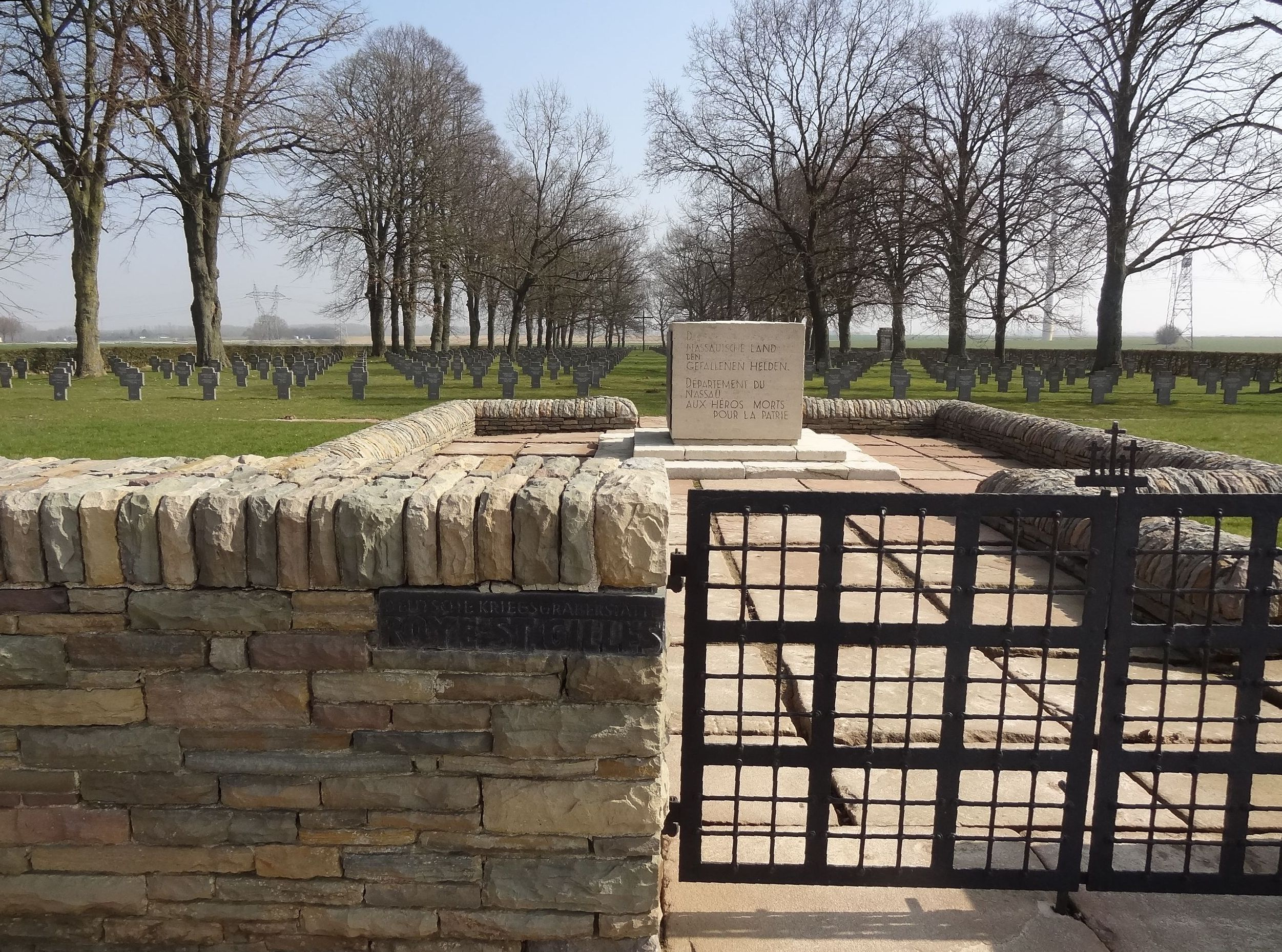
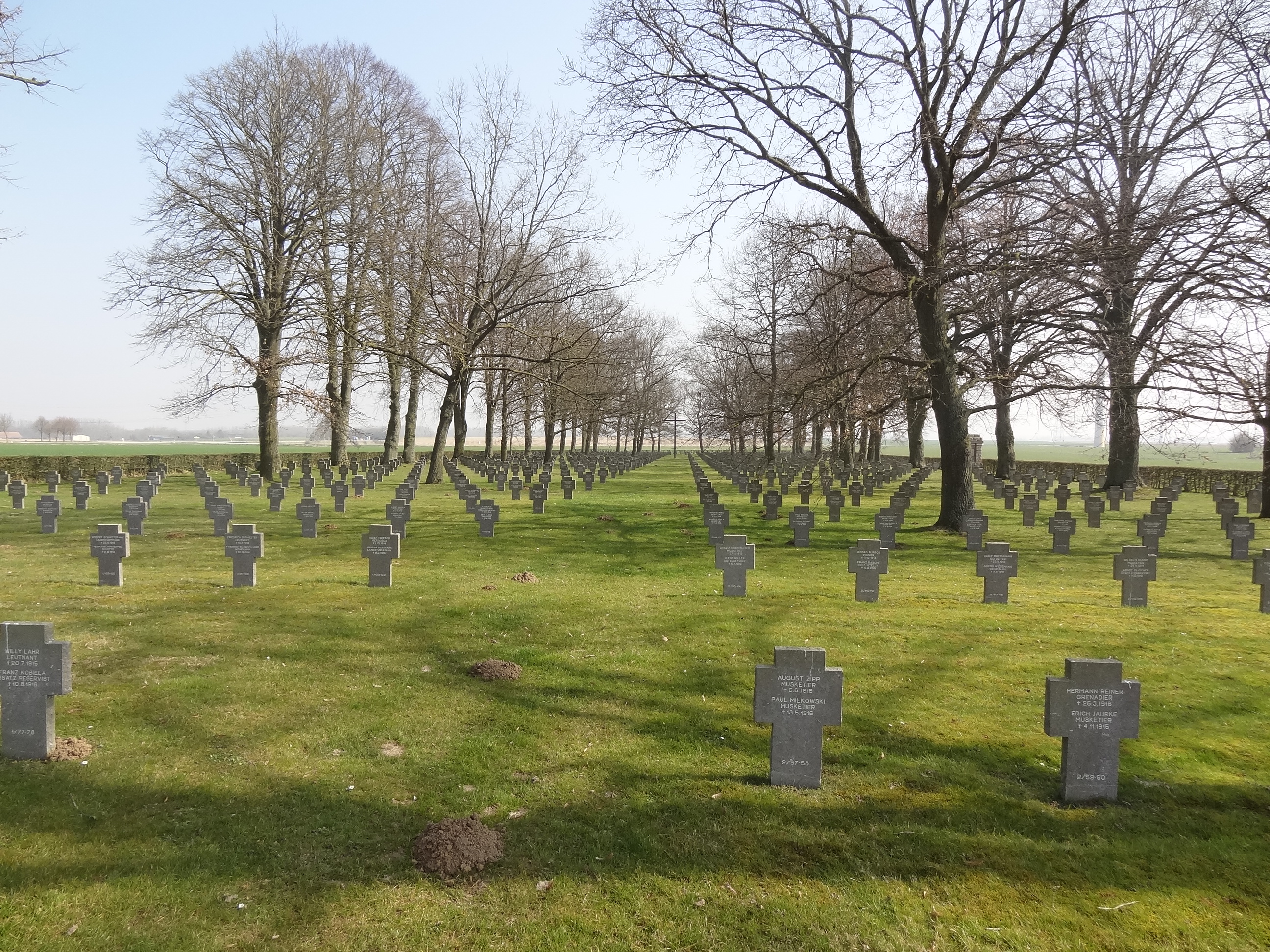
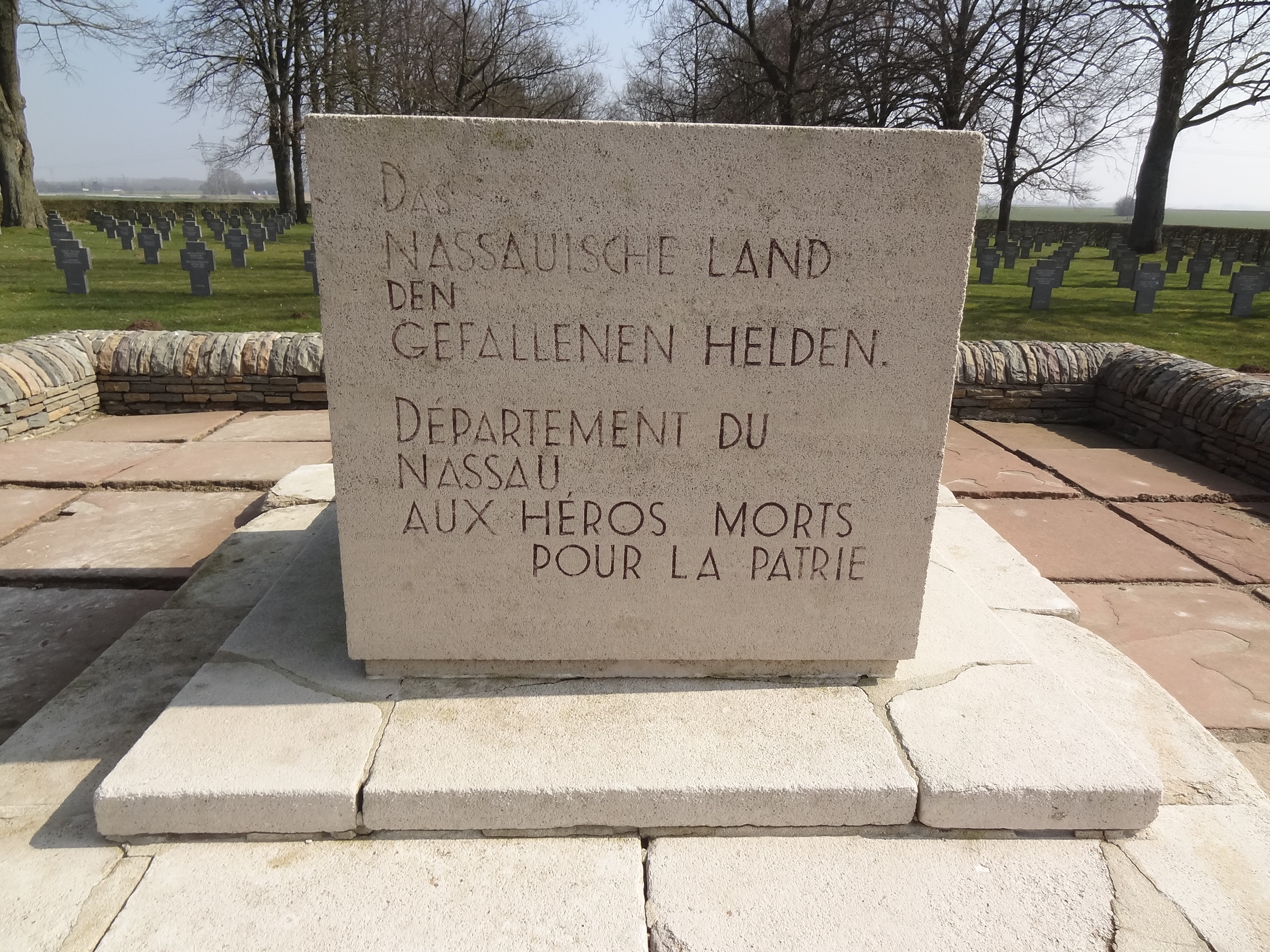

### Équipements culturels
- Musée installé dans une maison jouxtant le parc Demouy
  - Reconstitution d'une salle de classe sous la IIIe République.
  - Exposition permanente d'archéologie, fruit des fouilles effectuées à Beuvraignes et à Roye lors des travaux de construction du TGV Paris-Lille.
- Bibliothèque municipale située au 7 boulevard du Général-Leclerc
- Théâtre de l'Avre, inauguré en septembre 2016, situé boulevard du Général-Leclerc. Proposant par exemple des concerts, représentations théâtrales et disposant d'un grand écran pour des projections cinématographiques

### Personnalités liées à la commune
- La Maison de Roye donne des seigneurs à la ville et plusieurs conseillers et chefs militaires et dignitaires religieux au royaume de France tels, à la fin du XIIe siècle et au début du XIIIe siècle
- Barthélemy de Roye, seigneur de Roye, Grand Chambrier du roi Philippe-Auguste dont il sauva la vie lors de la  bataille de Bouvines, et qui embellit la ville.
- Jeanne II de Bourgogne, reine de France épouse de Philippe le Long, mourut à Roye le 21 janvier 1329.
- Paule de Penthièvre, comtesse d'Étampes, défendit avec courage Roye assiégée par le futur duc de Bourgogne, Charles le Téméraire[77].
- Pierre Guérin (1596-1654), curé de Saint-Georges de Roye, fondateur de la communauté des Filles de la Croix. Après deux arrestations en 1630 et 1634,il fut lavé de la grave accusation d'avoir créé une secte hérétique, les « Guérinets », en relation avec les Illuminés ou Illuminati.
- Armand de Monchy d'Hocquincourt (né à Roye vers 1638, mort à Paris le 29 octobre 1679), évêque-comte de Verdun de 1665 à 1679.
- Louis Guillaume de Cambray de Digny est né à Roye, 16 décembre 1723 et mort à Florence, 18 octobre 1798. C'est un ingénieur français qui fut Directeur de l'épargne du Grand-duché de Florence.
- Gracchus Babeuf, un fameux protagoniste de la Révolution, y vécut.
- Marc Florent Prévost, homme politique né le 26 novembre 1735 à Roye (Somme) et décédé le 18 décembre 1813 au même lieu.
- François-Luglien Fourment né en 1788 à Paris, issu d'une famille montdidérienne, décédé à Frévent (Pas-de-Calais), en son château de Cercamps, en 1864. Baron d'Empire en 1814, Sous-préfet de Château-Thierry (Aisne) et de Rethel (Ardennes), Sénateur de l'Empire et Chevalier de la Légion d'Honneur, il devient industriel dans le textile et met au point des techniques de filage innovantes. Il se soucie des problèmes sociaux et ouvre, près de son hôtel particulier de Roye, une salle d'asile. Il crée une société de musique populaire. Il est inhumé au cimetière de Roye dans une chapelle imposante qu'il avait fait construire.
- Antoine Daveluy (Saint Antoine Daveluy), né à Amiens le 16 mars 1818 et mort le 30 mars 1866 à Syou-Yeng. Il fut curé à Roye puis fut membre des Missions étrangères de Paris. Il partit en Corée où il devint évêque en 1857. Il fait partie des 103 martyrs de Corée. Béatifié par Paul VI, il fut canonisé par Jean-Paul II.
- L'abbé Jules Corblet (1819-1886), hagiographe du diocèse d'Amiens
- Victorine Eudes (1848-1881), militante républicaine communarde.
- Henri Potiron (1882-1972), compositeur, organiste et musicologue, mort à Roye.

### Héraldique
| Blason de Roye (Somme) | Blason  | De gueules à la bande d'argent, au chef cousu d'azur chargé de trois fleurs de lys d'or. . Ornements extérieurs - Croix de guerre 1914-1918 avec palme. Citation à l'ordre de l'armée du 3 novembre 1920 : « Envahie dès le début de la guerre, a été en grande partie détruite par les nombreux bombardements, et à la suite des violents combats de 1914-1918, dont elle a été témoin, a stoïquement supporté les pires rigueurs de l'ennemi sans avoir vu ébranler la foi de sa vaillante population dans le triomphe final de la France ». - Croix de guerre 1939-1945 avec étoile d'argent. Citation à l'ordre de la division du 11 novembre 1948 : « Carrefour important, violemment bombardé du 18 mai au 5 juin 1940, s'est trouvé dans l'axe de l'attaque de deux divisions blindées allemandes. Témoin des furieux et durs combats menés à ses lisières les 6 et 7 juin 1940 par la 29e D.I.A. vu les 2/5 de ses immeubles détruits, huit de ses fils tués et vingt autres touchés. Bourg vaillant et courageux, au cœur magnifique et au patriotisme exemplaire, qui a dignement surmonté sa douleur et s'est remis avec foi et ardeur à l'ouvrage ». |
| Blason de Roye (Somme) | Détails | Les armes actuelles de la commune sont celles de la Maison de Roye qui possédait le château de Roye jusqu'à la fin du XVIe siècle, auxquelles a été ajouté un chef de France. C'est le roi de France Philippe Auguste qui octroya à la ville une charte communale en 1183. La commune possédait aux XIIIe et XIVe siècles un sceau différent présentant un lion couronné. |

## Pour approfondir